# Copa Entre Ríos 2024
La Supercopa Entre Ríos de Fútbol 2024 «Argentina Campeón del Mundo» fue la sexta edición de la Copa Entre Ríos, el torneo de clubes más importante de la provincia homónima.
En el torneo, participaron 51 equipos de las 19 ligas afiliadas a la Federación Entrerriana de Fútbol y otorgó 2 cupos para el Torneo Regional Federal Amateur, siendo los cupos para ambos finalistas.

## Formato
El formato y sorteo se dieron a conocer por el canal oficial de la Federación Entrerriana de Fútbol.
Fase de grupos:
- Se confeccionaron 11 grupos de 4 equipos y 1 de 3 equipos, sorteados.
- Los dos primeros de cada grupo acceden a 16.os de final.
- Los mejores 8 terceros de las zonas de 4 equipos, acceden a 16.os de final.

Dieciseisavos de final:
- Lo disputarán los 32 equipos clasificados de la fase de grupos.
- Se jugará por el sistema de eliminación directa, a doble partido.
- El equipo mejor ubicado, será el que defina la serie de local.
- En caso de persistir la igualdad en el global, se definirá mediante tiros desde el punto penal.

Octavos de final:
- La disputarán los 16 equipos ganadores de la fase anterior.
- Se jugará por el sistema de eliminación directa, a doble partido.
- El equipo mejor ubicado, será quién defina la serie de local.
- En caso de persistir la igualdad en el global, se definirá mediante tiros desde el punto penal.

Cuartos de final:
- Los disputarán los 8 equipos ganadores de la fase anterior.
- Se jugará por el sistema de eliminación directa, a doble partido.
- El equipo mejor ubicado, será quién defina la serie de local.
- En caso de persistir la igualdad en el global, se definirá mediante tiros desde el punto penal.

Semifinales:
- Las disputarán los 4 equipos ganadores de la fase anterior.
- Se jugará por el sistema de eliminación directa, a doble partido.
- El equipo mejor ubicado, será quién defina la serie de local.
- En caso de persistir la igualdad en el global, se definirá mediante tiros desde el punto penal.

Final:
- La disputarán los 2 equipos ganadores de la fase anterior.
- Se jugará a un solo partido, en cancha neutral.
- En caso de empate, se definirá mediante tiros desde el punto penal.
- Ambos finalistas clasifican al Torneo Regional Federal Amateur.

## Equipos participantes
| Zona | Equipo                                              | Ciudad                 | Estadio                                                  | Liga de origen                     |
| ---- | --------------------------------------------------- | ---------------------- | -------------------------------------------------------- | ---------------------------------- |
| 1    | Club Atlético Diamantino                            | Diamante               | Cristian Gatti                                           | Liga Diamantina                    |
| 1    | Centro de Exalumnos de la Escuela Don Bosco         | Paraná                 | Dr. Julio Federik                                        | Liga Paranaense                    |
| 1    | Club Atlético Talleres Ministerio de Obras Públicas | Paraná                 | Francisco ''Pancho'' Lombardo                            | Liga Paranaense                    |
| 1    | Club Atlético Sarmiento                             | Crespo                 | César Bione                                              | Liga de Paraná Campaña             |
| 2    | Club Atlético Caballú                               | La Paz                 | Patronato Football Club                                  | Liga Paceña                        |
| 2    | Pádel Club Malvinas Argentinas                      | La Paz                 | Patronato Football Club                                  | Liga Paceña                        |
| 2    | Club Social y Hipólito Irigoyen                     | Santa Elena            | Club Atlético Camba Cuá                                  | Liga Santaelenense                 |
| 2    | Club Social y Deportivo Santa Marta                 | Santa Elena            | Club Atlético Camba Cuá                                  | Liga Santaelenense                 |
| 3    | Club Defensores del Oeste                           | Basavilbaso            | 12 de octubre                                            | Liga Regional de Basavilbaso       |
| 3    | Club Deportivo Ramsar Juniors                       | Basavilbaso            | Vicente Bustamante                                       | Liga Regional de Basavilbaso       |
| 3    | Club Atlético Peñarol                               | Paraná                 | Aníbal Giusti                                            | Liga Paranaense                    |
| 3    | Club Atlético Unión de Crespo                       | Crespo                 | Mundialista 25 de Agosto                                 | Liga de Paraná Campaña             |
| 4    | Asociación Deportiva y Cultural de Crespo           | Crespo                 | Eduardo Stiben Wirtz                                     | Liga de Paraná Campaña             |
| 4    | Club Social y Deportivo Tabossi                     | Tabossi                | Ricardo ''Caro'' Dettler                                 | Liga de Paraná Campaña             |
| 4    | Club Atlético Patronato de la Juventud Católica     | Paraná                 | Predio "La Capillita" (*)                                | Liga Paranaense                    |
| 4    | Club Atlético Oro Verde                             | Paraná                 | Gustavo ''Pucará'' Ortellao                              | Liga Paranaense                    |
| 5    | Club Atlético Gualeguay Central                     | Gualeguay              | Enrique ''Quique'' Da Dalt                               | Liga Departamental de Gualeguay    |
| 5    | Club Atlético Libertad                              | Gualeguay              | 25 de junio                                              | Liga Departamental de Gualeguay    |
| 5    | Club Atlético Huracán                               | Victoria               | Sin nombre                                               | Liga Victoriense                   |
| 5    | Club Atlético y Deportivo Roma                      | General Ramírez        | Sin nombre                                               | Unión Deportiva Ligas Nogoyá-Tala  |
| 6    | Club Atlético Maciá                                 | Macía                  | Oscar Orlando Rebora, ''La Catedral de Barrio Oriental'' | Unión Deportiva Ligas Nogoyá-Tala  |
| 6    | Club Deportivo Peñarol                              | Basavilbaso            | Fortaleza del Pueblo Nuevo                               | Liga Regional de Basavilbaso       |
| 6    | Club Social y Deportivo Sarmiento                   | Gualeguaychú           | Municipal de Gualeguaychú                                | Liga Departamental de Gualeguaychú |
| 6    | Club Sociedad Sportiva                              | Gualeguay              | Hermanos Romasanta, ''Gigante Blanco''                   | Liga Departamental de Gualeguay    |
| 7    | Club Social y Deportivo San José                    | San José               | 20 de noviembre                                          | Liga Departamental de Colón        |
| 7    | Club Deportivo Urdinarrain                          | Urdinarrain            | Teodoro Treisse                                          | Liga Departamental de Gualeguaychú |
| 7    | Club Atlético Lanús                                 | Concepción del Uruguay | Cacho Andrilli                                           | Liga de Concepción del Uruguay     |
| 7    | Club Unión y Recreo                                 | Villa San Justo        | Emeterio Mendoza                                         | Liga Regional de Basavilbaso       |
| 8    | Club Atlético Basavilbaso                           | Basavilbaso            | Coloso del Barrio Tanque                                 | Liga Regional de Basavilbaso       |
| 8    | Club Central Entrerriano                            | Gualeguay              | Julio Colazo                                             | Liga de Gualeguay                  |
| 8    | Club Atlético Juventud Urdinarrain                  | Urdinarrain            | Juan Jorge Stauber                                       | Liga Departamental de Gualeguaychú |
| 8    | Club Atlético Rivadavia                             | Concepción del Uruguay | Cacho Andrilli                                           | Liga de Concepción del Uruguay     |
| 9    | Club Atlético Colonia Elía                          | Colonia Elía           | Sin nombre                                               | Liga de Concepción del Uruguay     |
| 9    | Centro Deportivo Defensores de Martín Fierro        | Macía                  | Jeannot Sueyro                                           | Unión Deportiva Ligas Nogoyá-Tala  |
| 9    | Club Social y Deportivo Villa San Marcial           | Villa San Marcial      | Óscar ''Bruja'' Horn                                     | Liga Regional de Basavilbaso       |
| 9    | Club Gimnasia y Esgrima                             | Concepción del Uruguay | Manuel y Ramón Núñez                                     | Liga de Concepción del Uruguay     |
| 10   | Club Atlético Colegiales                            | Concordia              | Ciudad de Concordia                                      | Liga Concordiense                  |
| 10   | Club Atlético Libertad                              | Concordia              | Parque Mitre                                             | Liga Concordiense                  |
| 10   | Club Atlético Independiente                         | Villa del Rosario      | Virgen de Lourdes La Nueva Caldera                       | Liga de Chajarí                    |
| 10   | Club Recreativo San Jorge                           | Villa Elisa            | Justo José Lezcano                                       | Liga Departamental de Colón        |
| 11   | Club Social y Deportivo Almafuerte                  | Federación             | Sara Pintos                                              | Liga Federaense                    |
| 11   | Club Atlético Juventud Unida                        | General Campos         | Mario Zubizarreta                                        | Liga Villaguayense                 |
| 11   | Real Concordia Fútbol Club                          | Concordia              | Victoria (Concordia) Justo Gamboa                        | Liga Concordiense                  |
| 11   | Santa María de Oro Fútbol Club                      | Concordia              | Justo Gamboa                                             | Liga Concordiense                  |
| 12   | Club Atlético Victoria                              | Concordia              | Sin nombre                                               | Liga Concordiense                  |
| 12   | Club Social y Deportivo Talleres                    | Federal                | Oscar ''Oso'' Cis                                        | Liga Federalense                   |
| 12   | Juventud Foot-Ball Club                             | San José de Feliciano  | Sin nombre                                               | Liga Felicianense                  |

(*) Su estadio principal es el Presbítero Bartolomé Grella pero se encuentra en refacciones. Por lo tanto, mudó su localía al centro de entrenamiento

## Etapa clasificatoria
Los participantes se distribuyeron en 11 zonas de 4 equipos cada uno y 1 zona de 3. Los 2 mejores equipos de todas las zonas clasificarán a Dieciseisavos de final, al igual que los 8 mejores terceros de las zonas de 4 grupos.
Los criterios de clasificación son los siguientes:
1. Puntos obtenidos.
2. Diferencia de goles.
3. Mayor cantidad de goles marcados.

### Zona 1

#### Tabla de posiciones
| Pos. | Equipo              | Pts. | PJ | PG | PE | PP | GF | GC | Dif. |
| ---- | ------------------- | ---- | -- | -- | -- | -- | -- | -- | ---- |
| 1.º  | Atl. Diamantino     | 12   | 6  | 3  | 3  | 0  | 10 | 4  | 6    |
| 2.º  | Ministerio (Paraná) | 11   | 6  | 3  | 2  | 1  | 9  | 6  | 3    |
| 3.º  | Don Bosco (Paraná)  | 5    | 6  | 1  | 2  | 3  | 4  | 8  | −4   |
| 4.º  | Sarmiento (Crespo)  | 4    | 6  | 1  | 1  | 4  | 8  | 13 | −5   |

|  | Clasifican a octavos de final. |

#### Resultados
| Fecha 1            | Fecha 1   | Fecha 1             | Fecha 1           | Fecha 1 | Fecha 1     |
| Local              | Resultado | Visita              | Estadio           | Hora    | Fecha       |
| ------------------ | --------- | ------------------- | ----------------- | ------- | ----------- |
| Don Bosco (Paraná) | 2 - 0     | Sarmiento (Crespo)  | Dr. Julio Federik | 20:00   | 21 de enero |
| Atl. Diamantino    | 1 - 1     | Ministerio (Paraná) | Cristian Gatti    | 17:30   | 21 de enero |

| Fecha 2             | Fecha 2   | Fecha 2            | Fecha 2                       | Fecha 2 | Fecha 2     |
| Local               | Resultado | Visita             | Estadio                       | Hora    | Fecha       |
| ------------------- | --------- | ------------------ | ----------------------------- | ------- | ----------- |
| Atl. Diamantino     | 3 - 2     | Sarmiento (Crespo) | Cristian Gatti                | 18:00   | 28 de enero |
| Ministerio (Paraná) | 1 - 0     | Don Bosco (Paraná) | Francisco ''Pancho'' Lombardo | 17:30   | 27 de enero |

| Fecha 3            | Fecha 3   | Fecha 3             | Fecha 3           | Fecha 3 | Fecha 3      |
| Local              | Resultado | Visita              | Estadio           | Hora    | Fecha        |
| ------------------ | --------- | ------------------- | ----------------- | ------- | ------------ |
| Sarmiento (Crespo) | 1 - 3     | Ministerio (Paraná) | César Bione       | 20:00   | 4 de febrero |
| Don Bosco (Paraná) | 0 - 0     | Atl. Diamantino     | Dr. Julio Federik | 17:30   | 4 de febrero |

| Fecha 4             | Fecha 4   | Fecha 4            | Fecha 4                       | Fecha 4 | Fecha 4       |
| Local               | Resultado | Visita             | Estadio                       | Hora    | Fecha         |
| ------------------- | --------- | ------------------ | ----------------------------- | ------- | ------------- |
| Sarmiento (Crespo)  | 3 - 1     | Don Bosco (Paraná) | César Bione                   | 18:00   | 13 de febrero |
| Ministerio (Paraná) | 0 - 2     | Atl. Diamantino    | Francisco ''Pancho'' Lombardo | 18:00   | 10 de febrero |

| Fecha 5            | Fecha 5   | Fecha 5             | Fecha 5           | Fecha 5 | Fecha 5       |
| Local              | Resultado | Visita              | Estadio           | Hora    | Fecha         |
| ------------------ | --------- | ------------------- | ----------------- | ------- | ------------- |
| Sarmiento (Crespo) | 1 - 1     | Atl. Diamantino     | César Bione       | 18:30   | 18 de febrero |
| Don Bosco (Paraná) | 1 - 1     | Ministerio (Paraná) | Dr. Julio Federik | 17:30   | 18 de febrero |

| Fecha 6             | Fecha 6   | Fecha 6            | Fecha 6                       | Fecha 6 | Fecha 6       |
| Local               | Resultado | Visita             | Estadio                       | Hora    | Fecha         |
| ------------------- | --------- | ------------------ | ----------------------------- | ------- | ------------- |
| Ministerio (Paraná) | 3 - 1     | Sarmiento (Crespo) | Francisco ''Pancho'' Lombardo | 17:30   | 24 de febrero |
| Atl. Diamantino     | 3 - 0     | Don Bosco (Paraná) | Cristian Gatti                | 18:00   | 24 de febrero |

### Zona 2

#### Tabla de posiciones
| Pos. | Equipo                                  | Pts. | PJ | PG | PE | PP | GF | GC | Dif. |
| ---- | --------------------------------------- | ---- | -- | -- | -- | -- | -- | -- | ---- |
| 1.º  | Padel Club Malvinas Argentinas (La Paz) | 11   | 6  | 3  | 2  | 1  | 8  | 6  | 2    |
| 2.º  | Caballú (La Paz)                        | 11   | 6  | 3  | 2  | 1  | 8  | 6  | 2    |
| 3.º  | Santa Marta (Santa Elena)               | 6    | 6  | 1  | 3  | 2  | 6  | 6  | 0    |
| 4.º  | Hipólito Irigoyen (Santa Elena)         | 3    | 6  | 0  | 3  | 3  | 4  | 8  | −4   |

|  | Clasifican a Dieciseisavos de final. |

#### Resultados
| Fecha 1                   | Fecha 1   | Fecha 1                         | Fecha 1                 | Fecha 1 | Fecha 1     |
| Local                     | Resultado | Visita                          | Estadio                 | Hora    | Fecha       |
| ------------------------- | --------- | ------------------------------- | ----------------------- | ------- | ----------- |
| Caballú (La Paz)          | 3 - 2     | Hipólito Irigoyen (Santa Elena) | Patronato Football Club | 17:45   | 21 de enero |
| Santa Marta (Santa Elena) | 1 - 1     | PC Malvinas Argentinas (La Paz) | Club Atlético Camba Cuá | 17:00   | 21 de enero |

| Fecha 2                         | Fecha 2   | Fecha 2                         | Fecha 2                 | Fecha 2 | Fecha 2     |
| Local                           | Resultado | Visita                          | Estadio                 | Hora    | Fecha       |
| ------------------------------- | --------- | ------------------------------- | ----------------------- | ------- | ----------- |
| Santa Marta (Santa Elena)       | 0 - 0     | Hipólito Irigoyen (Santa Elena) | Club Atlético Camba Cuá | 17:00   | 28 de enero |
| PC Malvinas Argentinas (La Paz) | 1 - 0     | Caballú (La Paz)                | Patronato Football Club | 17:30   | 28 de enero |

| Fecha 3                         | Fecha 3   | Fecha 3                         | Fecha 3                 | Fecha 3 | Fecha 3      |
| Local                           | Resultado | Visita                          | Estadio                 | Hora    | Fecha        |
| ------------------------------- | --------- | ------------------------------- | ----------------------- | ------- | ------------ |
| Hipólito Irigoyen (Santa Elena) | 1 - 1     | PC Malvinas Argentinas (La Paz) | Club Atlético Camba Cuá | 17:00   | 4 de febrero |
| Caballú (La Paz)                | 1 - 0     | Santa Marta (Santa Elena)       | Patronato Football Club | 17:30   | 4 de febrero |

| Fecha 4                         | Fecha 4   | Fecha 4                   | Fecha 4                 | Fecha 4 | Fecha 4       |
| Local                           | Resultado | Visita                    | Estadio                 | Hora    | Fecha         |
| ------------------------------- | --------- | ------------------------- | ----------------------- | ------- | ------------- |
| Hipólito Irigoyen (Santa Elena) | 1 - 1     | Caballú (La Paz)          | Club Atlético Camba Cuá | 17:00   | 11 de febrero |
| PC Malvinas Argentinas (La Paz) | 3 - 2     | Santa Marta (Santa Elena) | Patronato Football Club | 17:30   | 11 de febrero |

| Fecha 5                         | Fecha 5   | Fecha 5                         | Fecha 5                 | Fecha 5 | Fecha 5       |
| Local                           | Resultado | Visita                          | Estadio                 | Hora    | Fecha         |
| ------------------------------- | --------- | ------------------------------- | ----------------------- | ------- | ------------- |
| Hipólito Irigoyen (Santa Elena) | 0 - 2     | Santa Marta (Santa Elena)       | Club Atlético Camba Cuá | 17:30   | 18 de febrero |
| Caballú (La Paz)                | 2 - 1     | PC Malvinas Argentinas (La Paz) | Patronato Football Club | 17:30   | 18 de febrero |

| Fecha 6                         | Fecha 6   | Fecha 6                         | Fecha 6                 | Fecha 6 | Fecha 6       |
| Local                           | Resultado | Visita                          | Estadio                 | Hora    | Fecha         |
| ------------------------------- | --------- | ------------------------------- | ----------------------- | ------- | ------------- |
| PC Malvinas Argentinas (La Paz) | 1 - 0     | Hipólito Irigoyen (Santa Elena) | Patronato Football Club | 17:30   | 24 de febrero |
| Santa Marta (Santa Elena)       | 1 - 1     | Caballú (La Paz)                | Club Atlético Camba Cuá | 17:00   | 24 de febrero |

1. ↑  El partido terminó en victoria por 2 a 1 en favor de Santa Marta, pero debido a la mala inclusión de un futbolista en la alineación de Santa Marta fue sancionado con la pérdida del partido.[2]

### Zona 3

#### Tabla de posiciones
| Pos. | Equipo                       | Pts. | PJ | PG | PE | PP | GF | GC | Dif. |
| ---- | ---------------------------- | ---- | -- | -- | -- | -- | -- | -- | ---- |
| 1.º  | Peñarol (Paraná)             | 13   | 6  | 4  | 1  | 1  | 10 | 5  | 5    |
| 2.º  | Unión (Crespo)               | 11   | 6  | 3  | 2  | 1  | 9  | 6  | 3    |
| 3.º  | Ramsar Jrs. (Basavilbaso)    | 7    | 6  | 2  | 1  | 3  | 6  | 6  | 0    |
| 4.º  | Def. del Oeste (Basavilbaso) | 2    | 6  | 0  | 2  | 4  | 5  | 13 | −8   |

|  | Clasifican a Dieciseisavos de final. |

#### Resultados
| Fecha 1        | Fecha 1   | Fecha 1                      | Fecha 1                  | Fecha 1 | Fecha 1     |
| Local          | Resultado | Visita                       | Estadio                  | Hora    | Fecha       |
| -------------- | --------- | ---------------------------- | ------------------------ | ------- | ----------- |
| Ramsar Jrs.    | 2 - 0     | Def. del Oeste (Basavilbaso) | Vicente Bustamante       | 19:00   | 20 de enero |
| Unión (Crespo) | 2 - 1     | Peñarol (Paraná)             | Mundialista 25 de Agosto | 20:30   | 20 de enero |

| Fecha 2          | Fecha 2   | Fecha 2                      | Fecha 2                  | Fecha 2 | Fecha 2     |
| Local            | Resultado | Visita                       | Estadio                  | Hora    | Fecha       |
| ---------------- | --------- | ---------------------------- | ------------------------ | ------- | ----------- |
| Unión (Crespo)   | 3 - 0     | Def. del Oeste (Basavilbaso) | Mundialista 25 de Agosto | 20:30   | 28 de enero |
| Peñarol (Paraná) | 1 - 0     | Ramsar Jrs.                  | Aníbal Giusti            | 19:00   | 27 de enero |

| Fecha 3                      | Fecha 3   | Fecha 3          | Fecha 3            | Fecha 3 | Fecha 3      |
| Local                        | Resultado | Visita           | Estadio            | Hora    | Fecha        |
| ---------------------------- | --------- | ---------------- | ------------------ | ------- | ------------ |
| Def. del Oeste (Basavilbaso) | 0 - 2     | Peñarol (Paraná) | 12 de octubre      | 20:30   | 3 de febrero |
| Ramsar Jrs.                  | 1 - 1     | Unión (Crespo)   | Vicente Bustamante | 18:30   | 4 de febrero |

| Fecha 4                      | Fecha 4   | Fecha 4        | Fecha 4       | Fecha 4 | Fecha 4       |
| Local                        | Resultado | Visita         | Estadio       | Hora    | Fecha         |
| ---------------------------- | --------- | -------------- | ------------- | ------- | ------------- |
| Def. del Oeste (Basavilbaso) | 1 - 2     | Ramsar Jrs.    | 12 de octubre | 20:30   | 11 de febrero |
| Peñarol (Paraná)             | 2 - 0     | Unión (Crespo) | Aníbal Giusti | 18:00   | 11 de febrero |

| Fecha 5                      | Fecha 5   | Fecha 5          | Fecha 5            | Fecha 5 | Fecha 5       |
| Local                        | Resultado | Visita           | Estadio            | Hora    | Fecha         |
| ---------------------------- | --------- | ---------------- | ------------------ | ------- | ------------- |
| Def. del Oeste (Basavilbaso) | 2 - 2     | Unión (Crespo)   | 12 de octubre      | 20:00   | 18 de febrero |
| Ramsar Jrs.                  | 1 - 2     | Peñarol (Paraná) | Vicente Bustamante | 18:00   | 18 de febrero |

| Fecha 6          | Fecha 6   | Fecha 6                      | Fecha 6                  | Fecha 6 | Fecha 6       |
| Local            | Resultado | Visita                       | Estadio                  | Hora    | Fecha         |
| ---------------- | --------- | ---------------------------- | ------------------------ | ------- | ------------- |
| Peñarol (Paraná) | 2 - 2     | Def. del Oeste (Basavilbaso) | Aníbal Giusti            | 18:00   | 24 de febrero |
| Unión (Crespo)   | 1 - 0     | Ramsar Jrs.                  | Mundialista 25 de Agosto | 20:30   | 25 de febrero |

### Zona 4

#### Tabla de posiciones
| Pos. | Equipo             | Pts. | PJ | PG | PE | PP | GF | GC | Dif. |
| ---- | ------------------ | ---- | -- | -- | -- | -- | -- | -- | ---- |
| 1.º  | Patronato (Paraná) | 14   | 6  | 4  | 2  | 0  | 9  | 5  | 4    |
| 2.º  | Dep. Tabossi       | 7    | 6  | 2  | 1  | 3  | 12 | 12 | 0    |
| 3.º  | Atl. Oro Verde     | 6    | 6  | 1  | 3  | 2  | 10 | 11 | −1   |
| 4.º  | Cultural de Crespo | 5    | 6  | 1  | 2  | 3  | 8  | 11 | −3   |

|  | Clasifican a Dieciseisavos de final. |

#### Resultados
| Fecha 1            | Fecha 1   | Fecha 1        | Fecha 1               | Fecha 1 | Fecha 1     |
| Local              | Resultado | Visita         | Estadio               | Hora    | Fecha       |
| ------------------ | --------- | -------------- | --------------------- | ------- | ----------- |
| Cultural de Crespo | 2 - 3     | Atl. Oro Verde | Eduardo Stiben Wirtz  | 20:30   | 21 de enero |
| Patronato (Paraná) | 1 - 0     | Dep. Tabossi   | Predio "La Capillita" | 17:30   | 21 de enero |

| Fecha 2            | Fecha 2   | Fecha 2            | Fecha 2                  | Fecha 2 | Fecha 2       |
| Local              | Resultado | Visita             | Estadio                  | Hora    | Fecha         |
| ------------------ | --------- | ------------------ | ------------------------ | ------- | ------------- |
| Patronato (Paraná) | 1 - 0     | Atl. Oro Verde     | Predio "La Capillita"    | 17:00   | 28 de enero   |
| Dep. Tabossi       | 1 - 2     | Cultural de Crespo | Ricardo ''Caro'' Dettler | 17:15   | 13 de febrero |

| Fecha 3            | Fecha 3   | Fecha 3            | Fecha 3                     | Fecha 3 | Fecha 3      |
| Local              | Resultado | Visita             | Estadio                     | Hora    | Fecha        |
| ------------------ | --------- | ------------------ | --------------------------- | ------- | ------------ |
| Atl. Oro Verde     | 2 - 2     | Dep. Tabossi       | Gustavo ''Pucará'' Ortellao | 17:30   | 4 de febrero |
| Cultural de Crespo | 2 - 2     | Patronato (Paraná) | Eduardo Stiben Wirtz        | 21:00   | 2 de febrero |

| Fecha 4        | Fecha 4   | Fecha 4            | Fecha 4                     | Fecha 4 | Fecha 4       |
| Local          | Resultado | Visita             | Estadio                     | Hora    | Fecha         |
| -------------- | --------- | ------------------ | --------------------------- | ------- | ------------- |
| Atl. Oro Verde | 1 - 1     | Cultural de Crespo | Gustavo ''Pucará'' Ortellao | 21:30   | 9 de febrero  |
| Dep. Tabossi   | 2 - 3     | Patronato (Paraná) | Ricardo ''Caro'' Dettler    | 17:30   | 10 de febrero |

| Fecha 5            | Fecha 5   | Fecha 5            | Fecha 5                     | Fecha 5 | Fecha 5       |
| Local              | Resultado | Visita             | Estadio                     | Hora    | Fecha         |
| ------------------ | --------- | ------------------ | --------------------------- | ------- | ------------- |
| Atl. Oro Verde     | 1 - 1     | Patronato (Paraná) | Gustavo ''Pucará'' Ortellao | 21:00   | 17 de febrero |
| Cultural de Crespo | 1 - 3     | Dep. Tabossi       | Eduardo Stiben Wirtz        | 21:00   | 18 de febrero |

| Fecha 6            | Fecha 6   | Fecha 6            | Fecha 6                  | Fecha 6 | Fecha 6       |
| Local              | Resultado | Visita             | Estadio                  | Hora    | Fecha         |
| ------------------ | --------- | ------------------ | ------------------------ | ------- | ------------- |
| Dep. Tabossi       | 4 - 3     | Atl. Oro Verde     | Ricardo ''Caro'' Dettler | 17:30   | 24 de febrero |
| Patronato (Paraná) | 1 - 0     | Cultural de Crespo | Predio "La Capillita"    | 17:30   | 24 de febrero |

1. ↑  Debido al fallecimiento del intendente de la ciudad de Tabossi el encuentro fue suspendido.[3]

### Zona 5

#### Tabla de posiciones
| Pos. | Equipo               | Pts. | PJ | PG | PE | PP | GF | GC | Dif. |
| ---- | -------------------- | ---- | -- | -- | -- | -- | -- | -- | ---- |
| 1.º  | Gualeguay Central    | 15   | 6  | 5  | 0  | 1  | 7  | 3  | 4    |
| 2.º  | Libertad (Gualeguay) | 10   | 6  | 3  | 1  | 2  | 9  | 5  | 4    |
| 3.º  | Roma (Gral.Ramírez)  | 7    | 6  | 2  | 1  | 3  | 6  | 10 | −4   |
| 4.º  | Huracán (Victoria)   | 3    | 6  | 1  | 0  | 5  | 2  | 6  | −4   |

|  | Clasifican a Dieciseisavos de final. |

#### Resultados
| Fecha 1           | Fecha 1   | Fecha 1              | Fecha 1                    | Fecha 1 | Fecha 1     |
| Local             | Resultado | Visita               | Estadio                    | Hora    | Fecha       |
| ----------------- | --------- | -------------------- | -------------------------- | ------- | ----------- |
| Gualeguay Central | 2 - 0     | Libertad (Gualeguay) | Enrique ''Quique'' Da Dalt | 19:00   | 21 de enero |
| Roma (Ramirez)    | 2 - 1     | Huracán (Victoria)   | Roma (Ramírez)             | 18:00   | 21 de enero |

| Fecha 2            | Fecha 2   | Fecha 2              | Fecha 2            | Fecha 2 | Fecha 2     |
| Local              | Resultado | Visita               | Estadio            | Hora    | Fecha       |
| ------------------ | --------- | -------------------- | ------------------ | ------- | ----------- |
| Roma (Ramírez)     | 2 - 2     | Libertad (Gualeguay) | Roma (Ramírez)     | 18:00   | 28 de enero |
| Huracán (Victoria) | 0 - 1     | Gualeguay Central    | Huracán (Victoria) | 17:15   | 28 de enero |

| Fecha 3              | Fecha 3   | Fecha 3            | Fecha 3                    | Fecha 3 | Fecha 3      |
| Local                | Resultado | Visita             | Estadio                    | Hora    | Fecha        |
| -------------------- | --------- | ------------------ | -------------------------- | ------- | ------------ |
| Libertad (Gualeguay) | 0 - 1     | Huracán (Victoria) | 25 de junio                | 19:00   | 4 de febrero |
| Gualeguay Central    | 1 - 0     | Roma (Ramírez)     | Enrique ''Quique'' Da Dalt | 19:00   | 4 de febrero |

| Fecha 4              | Fecha 4   | Fecha 4           | Fecha 4            | Fecha 4 | Fecha 4       |
| Local                | Resultado | Visita            | Estadio            | Hora    | Fecha         |
| -------------------- | --------- | ----------------- | ------------------ | ------- | ------------- |
| Libertad (Gualeguay) | 2 - 0     | Gualeguay Central | 25 de junio        | 18:00   | 11 de febrero |
| Huracán (Victoria)   | 0 - 1     | Roma (Ramírez)    | Huracán (Victoria) | 17:20   | 11 de febrero |

| Fecha 5              | Fecha 5   | Fecha 5            | Fecha 5                    | Fecha 5 | Fecha 5       |
| Local                | Resultado | Visita             | Estadio                    | Hora    | Fecha         |
| -------------------- | --------- | ------------------ | -------------------------- | ------- | ------------- |
| Libertad (Gualeguay) | 4-0       | Roma (Ramírez)     | 25 de junio                | 18:00   | 18 de febrero |
| Gualeguay Central    | 1-0       | Huracán (Victoria) | Enrique ''Quique'' Da Dalt | 18:00   | 18 de febrero |

| Fecha 6            | Fecha 6   | Fecha 6              | Fecha 6            | Fecha 6 | Fecha 6       |
| Local              | Resultado | Visita               | Estadio            | Hora    | Fecha         |
| ------------------ | --------- | -------------------- | ------------------ | ------- | ------------- |
| Huracán (Victoria) | 0 - 1     | Libertad (Gualeguay) | Huracán (Victoria) | 17:15   | 25 de febrero |
| Roma (Ramírez)     | 1 - 2     | Gualeguay Central    | Roma (Ramírez)     | 19:00   | 25 de febrero |

### Zona 6

#### Tabla de posiciones
| Pos. | Equipo                        | Pts. | PJ | PG | PE | PP | GF | GC | Dif. |
| ---- | ----------------------------- | ---- | -- | -- | -- | -- | -- | -- | ---- |
| 1.º  | Sarmiento (Gualeguaychú)      | 11   | 6  | 3  | 2  | 1  | 8  | 4  | 4    |
| 2.º  | Peñarol (Basavilbaso)         | 8    | 6  | 2  | 2  | 2  | 8  | 8  | 0    |
| 3.º  | Sociedad Sportiva (Gualeguay) | 8    | 6  | 2  | 2  | 2  | 6  | 6  | 0    |
| 4.º  | Atl. Maciá                    | 5    | 6  | 1  | 2  | 3  | 5  | 9  | −4   |

|  | Clasifican a Dieciseisavos de final. |

#### Resultados
| Fecha 1                       | Fecha 1   | Fecha 1               | Fecha 1                   | Fecha 1 | Fecha 1     |
| Local                         | Resultado | Visita                | Estadio                   | Hora    | Fecha       |
| ----------------------------- | --------- | --------------------- | ------------------------- | ------- | ----------- |
| Sarmiento (Gualeguaychú)      | 1 - 1     | Atl. Maciá            | Municipal de Gualeguaychú | 17:00   | 21 de enero |
| Sociedad Sportiva (Gualeguay) | 2 - 2     | Peñarol (Basavilbaso) | Hermanos Romasanta        | 18:30   | 20 de enero |

| Fecha 2                       | Fecha 2   | Fecha 2                  | Fecha 2                    | Fecha 2 | Fecha 2     |
| Local                         | Resultado | Visita                   | Estadio                    | Hora    | Fecha       |
| ----------------------------- | --------- | ------------------------ | -------------------------- | ------- | ----------- |
| Sociedad Sportiva (Gualeguay) | 1 - 0     | Atl. Maciá               | Hermanos Romasanta         | 18:30   | 28 de enero |
| Peñarol (Basavilbaso)         | 0 - 1     | Sarmiento (Gualeguaychú) | Fortaleza del Pueblo Nuevo | 17:30   | 28 de enero |

| Fecha 3                  | Fecha 3   | Fecha 3                       | Fecha 3                  | Fecha 3 | Fecha 3      |
| Local                    | Resultado | Visita                        | Estadio                  | Hora    | Fecha        |
| ------------------------ | --------- | ----------------------------- | ------------------------ | ------- | ------------ |
| Atl. Maciá               | 1 - 1     | Peñarol (Basavilbaso)         | Oscar Orlando Rebora     | 19:00   | 4 de febrero |
| Sarmiento (Gualeguaychú) | 0 - 0     | Sociedad Sportiva (Gualeguay) | Sarmiento (Gualeguaychú) | 20:00   | 4 de febrero |

| Fecha 4               | Fecha 4   | Fecha 4                       | Fecha 4                    | Fecha 4 | Fecha 4       |
| Local                 | Resultado | Visita                        | Estadio                    | Hora    | Fecha         |
| --------------------- | --------- | ----------------------------- | -------------------------- | ------- | ------------- |
| Atl. Maciá            | 1 - 3     | Sarmiento (Gualeguaychú)      | Oscar Orlando Rebora       | 20:00   | 10 de febrero |
| Peñarol (Basavilbaso) | 2 - 1     | Sociedad Sportiva (Gualeguay) | Fortaleza del Pueblo Nuevo | 18:00   | 11 de febrero |

| Fecha 5                  | Fecha 5   | Fecha 5                       | Fecha 5                  | Fecha 5 | Fecha 5       |
| Local                    | Resultado | Visita                        | Estadio                  | Hora    | Fecha         |
| ------------------------ | --------- | ----------------------------- | ------------------------ | ------- | ------------- |
| Atl. Maciá               | 2 - 1     | Sociedad Sportiva (Gualeguay) | Oscar Orlando Rebora     | 19:00   | 18 de febrero |
| Sarmiento (Gualeguaychú) | 3 - 1     | Peñarol (Basavilbaso)         | Sarmiento (Gualeguaychú) | 18:00   | 18 de febrero |

| Fecha 6                       | Fecha 6   | Fecha 6                  | Fecha 6                    | Fecha 6 | Fecha 6       |
| Local                         | Resultado | Visita                   | Estadio                    | Hora    | Fecha         |
| ----------------------------- | --------- | ------------------------ | -------------------------- | ------- | ------------- |
| Peñarol (Basavilbaso)         | 2 - 0     | Atl. Maciá               | Fortaleza del Pueblo Nuevo | 17:30   | 24 de febrero |
| Sociedad Sportiva (Gualeguay) | 1 - 0     | Sarmiento (Gualeguaychú) | Hermanos Romasanta         | 18:00   | 24 de febrero |

### Zona 7

#### Tabla de posiciones
| Pos. | Equipo                         | Pts. | PJ | PG | PE | PP | GF | GC | Dif. |
| ---- | ------------------------------ | ---- | -- | -- | -- | -- | -- | -- | ---- |
| 1.º  | Dep. Urdinarrain               | 11   | 6  | 3  | 2  | 1  | 7  | 4  | 3    |
| 2.º  | Union y Recreo (San Justo)     | 10   | 6  | 3  | 1  | 2  | 5  | 5  | 0    |
| 3.º  | Dep. San José                  | 9    | 6  | 2  | 3  | 1  | 8  | 6  | 2    |
| 4.º  | Lanús (Concepción del Uruguay) | 2    | 6  | 0  | 2  | 4  | 6  | 11 | −5   |

|  | Clasifican a Dieciseisavos de final. |

#### Resultados
| Fecha 1                    | Fecha 1   | Fecha 1                        | Fecha 1          | Fecha 1 | Fecha 1     |
| Local                      | Resultado | Visita                         | Estadio          | Hora    | Fecha       |
| -------------------------- | --------- | ------------------------------ | ---------------- | ------- | ----------- |
| Union y Recreo (San Justo) | 0 - 0     | Dep. San José                  | Emeterio Mendoza | 18:00   | 21 de enero |
| Dep. Urdinarrain           | 4 - 2     | Lanús (Concepción del Uruguay) | Teodoro Treisse  | 17:00   | 21 de enero |

| Fecha 2                        | Fecha 2   | Fecha 2                    | Fecha 2         | Fecha 2 | Fecha 2     |
| Local                          | Resultado | Visita                     | Estadio         | Hora    | Fecha       |
| ------------------------------ | --------- | -------------------------- | --------------- | ------- | ----------- |
| Dep. Urdinarrain               | 1 - 0     | Dep. San José              | Teodoro Treisse | 21:00   | 28 de enero |
| Lanús (Concepción del Uruguay) | 0 - 1     | Union y Recreo (San Justo) | Cacho Andrilli  | 20:00   | 28 de enero |

| Fecha 3                    | Fecha 3   | Fecha 3                        | Fecha 3          | Fecha 3 | Fecha 3      |
| Local                      | Resultado | Visita                         | Estadio          | Hora    | Fecha        |
| -------------------------- | --------- | ------------------------------ | ---------------- | ------- | ------------ |
| Dep. San José              | 2 -1      | Lanús (Concepción del Uruguay) | 20 de noviembre  | 21:00   | 3 de febrero |
| Union y Recreo (San Justo) | 0 - 1     | Dep. Urdinarrain               | Emeterio Mendoza | 18:30   | 4 de febrero |

| Fecha 4                        | Fecha 4   | Fecha 4                    | Fecha 4         | Fecha 4 | Fecha 4       |
| Local                          | Resultado | Visita                     | Estadio         | Hora    | Fecha         |
| ------------------------------ | --------- | -------------------------- | --------------- | ------- | ------------- |
| Dep. San José                  | 3 - 1     | Union y Recreo (San Justo) | 20 de noviembre | 20:30   | 11 de febrero |
| Lanús (Concepción del Uruguay) | 0 - 0     | Dep. Urdinarrain           | Cacho Andrilli  | 20:00   | 10 de febrero |

| Fecha 5                    | Fecha 5   | Fecha 5                        | Fecha 5          | Fecha 5 | Fecha 5       |
| Local                      | Resultado | Visita                         | Estadio          | Hora    | Fecha         |
| -------------------------- | --------- | ------------------------------ | ---------------- | ------- | ------------- |
| Dep. San José              | 0 - 0     | Dep. Urdinarrain               | 20 de noviembre  | 21:00   | 17 de febrero |
| Unión y Recreo (San Justo) | 1 - 0     | Lanús (Concepción del Uruguay) | Emeterio Mendoza | 17:30   | 17 de febrero |

| Fecha 6                        | Fecha 6   | Fecha 6                    | Fecha 6         | Fecha 6 | Fecha 6       |
| Local                          | Resultado | Visita                     | Estadio         | Hora    | Fecha         |
| ------------------------------ | --------- | -------------------------- | --------------- | ------- | ------------- |
| Lanús (Concepción del Uruguay) | 3 - 3     | Dep. San José              | Cacho Andrilli  | 17:00   | 24 de febrero |
| Dep. Urdinarrain               | 1 - 2     | Unión y Recreo (San Justo) | Teodoro Treisse | 20:00   | 24 de febrero |

|  |

1. ↑  Partido suspedido al cabo del primer tiempo, dándose por finalizado con el mismo resultado por el tribunal de disciplina.[4]

### Zona 8

#### Tabla de posiciones
| Pos. | Equipo                             | Pts. | PJ | PG | PE | PP | GF | GC | Dif. |
| ---- | ---------------------------------- | ---- | -- | -- | -- | -- | -- | -- | ---- |
| 1.º  | Juv. Urdinarrain                   | 16   | 6  | 5  | 1  | 0  | 14 | 2  | 12   |
| 2.º  | Central Entrerriano (Gualeguay)    | 13   | 6  | 4  | 1  | 1  | 9  | 5  | 4    |
| 3.º  | Rivadavia (Concepción del Uruguay) | 4    | 6  | 1  | 1  | 4  | 6  | 12 | −6   |
| 4.º  | Atl. Basavilbaso                   | 1    | 6  | 0  | 1  | 5  | 5  | 15 | −10  |

|  | Clasifican a Dieciseisavos de final. |

#### Resultados
| Fecha 1          | Fecha 1   | Fecha 1                            | Fecha 1                  | Fecha 1 | Fecha 1     |
| Local            | Resultado | Visita                             | Estadio                  | Hora    | Fecha       |
| ---------------- | --------- | ---------------------------------- | ------------------------ | ------- | ----------- |
| Atl. Basavilbaso | 1 - 2     | Central Entrerriano (Gualeguay)    | Coloso del Barrio Tanque | 17:00   | 21 de enero |
| Juv. Urdinarrain | 4 - 1     | Rivadavia (Concepción del Uruguay) | Juan Jorge Stauber       | 21:00   | 21 de enero |

| Fecha 2                            | Fecha 2   | Fecha 2                         | Fecha 2            | Fecha 2 | Fecha 2     |
| Local                              | Resultado | Visita                          | Estadio            | Hora    | Fecha       |
| ---------------------------------- | --------- | ------------------------------- | ------------------ | ------- | ----------- |
| Juv. Urdinarrain                   | 1 - 1     | Central Entrerriano (Gualeguay) | Juan Jorge Stauber | 17:00   | 28 de enero |
| Rivadavia (Concepción del Uruguay) | 1 - 1     | Atl. Basavilbaso                | Cacho Andrilli     | 21:30   | 26 de enero |

| Fecha 3                         | Fecha 3   | Fecha 3                            | Fecha 3                  | Fecha 3 | Fecha 3      |
| Local                           | Resultado | Visita                             | Estadio                  | Hora    | Fecha        |
| ------------------------------- | --------- | ---------------------------------- | ------------------------ | ------- | ------------ |
| Central Entrerriano (Gualeguay) | 2 - 0     | Rivadavia (Concepción del Uruguay) | Julio Colazo             | 17:00   | 4 de febrero |
| Atl. Basavilbaso                | 0 - 3     | Juv. Urdinarrain                   | Coloso del Barrio Tanque | 18:00   | 4 de febrero |

| Fecha 4                            | Fecha 4   | Fecha 4          | Fecha 4        | Fecha 4 | Fecha 4       |
| Local                              | Resultado | Visita           | Estadio        | Hora    | Fecha         |
| ---------------------------------- | --------- | ---------------- | -------------- | ------- | ------------- |
| Central Entrerriano (Gualeguay)    | 2 - 1     | Atl. Basavilbaso | Julio Colazo   | 17:30   | 11 de febrero |
| Rivadavia (Concepción del Uruguay) | 0 - 1     | Juv. Urdinarrain | Cacho Andrilli | 20:30   | 11 de febrero |

| Fecha 5                         | Fecha 5   | Fecha 5                            | Fecha 5                  | Fecha 5 | Fecha 5       |
| Local                           | Resultado | Visita                             | Estadio                  | Hora    | Fecha         |
| ------------------------------- | --------- | ---------------------------------- | ------------------------ | ------- | ------------- |
| Central Entrerriano (Gualeguay) | 0 - 1     | Juv. Urdinarrain                   | Julio Colazo             | 17:30   | 17 de febrero |
| Atl. Basavilbaso                | 2 - 3     | Rivadavia (Concepción del Uruguay) | Coloso del Barrio Tanque | 17:00   | 17 de febrero |

| Fecha 6                            | Fecha 6   | Fecha 6                         | Fecha 6            | Fecha 6 | Fecha 6       |
| Local                              | Resultado | Visita                          | Estadio            | Hora    | Fecha         |
| ---------------------------------- | --------- | ------------------------------- | ------------------ | ------- | ------------- |
| Rivadavia (Concepción del Uruguay) | 1 - 2     | Central Entrerriano (Gualeguay) | Cacho Andrilli     | 20:30   | 23 de febrero |
| Juv. Urdinarrain                   | 4 - 0     | Atl. Basavilbaso                | Juan Jorge Stauber | 21:00   | 23 de febrero |

### Zona 9

#### Tabla de posiciones
| Pos. | Equipo                            | Pts. | PJ | PG | PE | PP | GF | GC | Dif. |
| ---- | --------------------------------- | ---- | -- | -- | -- | -- | -- | -- | ---- |
| 1.º  | Gimnasia (Concepción del Uruguay) | 15   | 6  | 5  | 0  | 1  | 20 | 11 | 9    |
| 2.º  | Atl. Colonia Elia                 | 11   | 6  | 3  | 2  | 1  | 10 | 8  | 2    |
| 3.º  | Dep. San Marcial                  | 5    | 6  | 1  | 2  | 3  | 8  | 13 | −5   |
| 4.º  | Def. de Martín Fierro (Maciá)     | 2    | 6  | 0  | 2  | 4  | 6  | 12 | −6   |

|  | Clasifican a Dieciseisavos de final. |

#### Resultados
| Fecha 1           | Fecha 1   | Fecha 1                           | Fecha 1              | Fecha 1 | Fecha 1     |
| Local             | Resultado | Visita                            | Estadio              | Hora    | Fecha       |
| ----------------- | --------- | --------------------------------- | -------------------- | ------- | ----------- |
| Atl. Colonia Elia | 1 - 0     | Def. de Martín Fierro (Maciá)     | Atl. Colonia Elia    | 17:30   | 21 de enero |
| Dep. San Marcial  | 3 - 7     | Gimnasia (Concepción del Uruguay) | Óscar ''Bruja'' Horn | 17:30   | 21 de enero |

| Fecha 2                           | Fecha 2   | Fecha 2                       | Fecha 2              | Fecha 2 | Fecha 2     |
| Local                             | Resultado | Visita                        | Estadio              | Hora    | Fecha       |
| --------------------------------- | --------- | ----------------------------- | -------------------- | ------- | ----------- |
| Dep. San Marcial                  | 2 - 1     | Def. de Martín Fierro (Maciá) | Óscar ''Bruja'' Horn | 17:30   | 28 de enero |
| Gimnasia (Concepción del Uruguay) | 4 - 2     | Atl. Colonia Elia             | Manuel y Ramón Núñez | 20:30   | 28 de enero |

| Fecha 3                       | Fecha 3   | Fecha 3                           | Fecha 3           | Fecha 3 | Fecha 3      |
| Local                         | Resultado | Visita                            | Estadio           | Hora    | Fecha        |
| ----------------------------- | --------- | --------------------------------- | ----------------- | ------- | ------------ |
| Def. de Martín Fierro (Maciá) | 2 - 3     | Gimnasia (Concepción del Uruguay) | Jeannot Sueyro    | 21:00   | 3 de febrero |
| Atl. Colonia Elia             | 0 - 0     | Dep. San Marcial                  | Atl. Colonia Elia | 20:00   | 4 de febrero |

| Fecha 4                           | Fecha 4   | Fecha 4           | Fecha 4              | Fecha 4 | Fecha 4       |
| Local                             | Resultado | Visita            | Estadio              | Hora    | Fecha         |
| --------------------------------- | --------- | ----------------- | -------------------- | ------- | ------------- |
| Def. de Martín Fierro (Maciá)     | 1 - 1     | Atl. Colonia Elia | Jeannot Sueyro       | 20:30   | 11 de febrero |
| Gimnasia (Concepción del Uruguay) | 1 - 0     | Dep. San Marcial  | Manuel y Ramón Núñez | 20:00   | 13 de febrero |

| Fecha 5                       | Fecha 5   | Fecha 5                           | Fecha 5           | Fecha 5 | Fecha 5       |
| Local                         | Resultado | Visita                            | Estadio           | Hora    | Fecha         |
| ----------------------------- | --------- | --------------------------------- | ----------------- | ------- | ------------- |
| Def. de Martín Fierro (Maciá) | 2 - 2     | Dep. San Marcial                  | Jeannot Sueyro    | 19:00   | 17 de febrero |
| Atl. Colonia Elia             | 4 - 2     | Gimnasia (Concepción del Uruguay) | Atl. Colonia Elia | 20:00   | 18 de febrero |

| Fecha 6                           | Fecha 6   | Fecha 6                       | Fecha 6              | Fecha 6 | Fecha 6       |
| Local                             | Resultado | Visita                        | Estadio              | Hora    | Fecha         |
| --------------------------------- | --------- | ----------------------------- | -------------------- | ------- | ------------- |
| Gimnasia (Concepción del Uruguay) | 3 - 0     | Def. de Martín Fierro (Maciá) | Manuel y Ramón Núñez | 20:00   | 25 de febrero |
| Dep. San Marcial                  | 1 - 2     | Atl. Colonia Elia             | Óscar ''Bruja'' Horn | 17:00   | 25 de febrero |

### Zona 10

#### Tabla de posiciones
| Pos. | Equipo                            | Pts. | PJ | PG | PE | PP | GF | GC | Dif. |
| ---- | --------------------------------- | ---- | -- | -- | -- | -- | -- | -- | ---- |
| 1.º  | Independiente (Villa del Rosario) | 10   | 6  | 3  | 1  | 2  | 10 | 7  | 3    |
| 2.º  | Libertad (Concordia)              | 10   | 6  | 3  | 1  | 2  | 7  | 8  | −1   |
| 3.º  | Colegiales (Concordia)            | 7    | 6  | 2  | 1  | 3  | 7  | 7  | 0    |
| 4.º  | San Jorge (Villa Elisa)           | 7    | 6  | 2  | 1  | 3  | 8  | 10 | −2   |

|  | Clasifican a Dieciseisavos de final. |

#### Resultados
| Fecha 1                 | Fecha 1   | Fecha 1                           | Fecha 1             | Fecha 1 | Fecha 1     |
| Local                   | Resultado | Visita                            | Estadio             | Hora    | Fecha       |
| ----------------------- | --------- | --------------------------------- | ------------------- | ------- | ----------- |
| San Jorge (Villa Elisa) | 1 - 2     | Libertad (Concordia)              | Justo José Lezcano  | 17:30   | 21 de enero |
| Colegiales (Concordia)  | 1 - 0     | Independiente (Villa del Rosario) | Ciudad de Concordia | 20:30   | 21 de enero |

| Fecha 2                           | Fecha 2   | Fecha 2                 | Fecha 2             | Fecha 2 | Fecha 2     |
| Local                             | Resultado | Visita                  | Estadio             | Hora    | Fecha       |
| --------------------------------- | --------- | ----------------------- | ------------------- | ------- | ----------- |
| Colegiales (Concordia)            | 0 - 0     | Libertad (Concordia)    | Ciudad de Concordia | 20:30   | 28 de enero |
| Independiente (Villa del Rosario) | 1 - 3     | San Jorge (Villa Elisa) | Virgen de Lourdes   | 19:00   | 28 de enero |

| Fecha 3                 | Fecha 3   | Fecha 3                           | Fecha 3            | Fecha 3 | Fecha 3      |
| Local                   | Resultado | Visita                            | Estadio            | Hora    | Fecha        |
| ----------------------- | --------- | --------------------------------- | ------------------ | ------- | ------------ |
| Libertad (Concordia)    | 1 - 4     | Independiente (Villa del Rosario) | Parque Mitre       | 20:30   | 4 de febrero |
| San Jorge (Villa Elisa) | 2 - 1     | Colegiales (Concordia)            | Justo José Lezcano | 18:30   | 4 de febrero |

| Fecha 4                           | Fecha 4   | Fecha 4                 | Fecha 4          | Fecha 4 | Fecha 4       |
| Local                             | Resultado | Visita                  | Estadio          | Hora    | Fecha         |
| --------------------------------- | --------- | ----------------------- | ---------------- | ------- | ------------- |
| Libertad (Concordia)              | 2 - 0     | San Jorge (Villa Elisa) | Parque Mitre     | 20:30   | 11 de febrero |
| Independiente (Villa del Rosario) | 2 - 1     | Colegiales (Concordia)  | La Nueva Caldera | 20:30   | 11 de febrero |

| Fecha 5                 | Fecha 5   | Fecha 5                           | Fecha 5            | Fecha 5 | Fecha 5       |
| Local                   | Resultado | Visita                            | Estadio            | Hora    | Fecha         |
| ----------------------- | --------- | --------------------------------- | ------------------ | ------- | ------------- |
| Libertad (Concordia)    | 2 - 1     | Colegiales (Concordia)            | Parque Mitre       | 20:30   | 18 de febrero |
| San Jorge (Villa Elisa) | 1 - 1     | Independiente (Villa del Rosario) | Justo José Lezcano | 18:00   | 18 de febrero |

| Fecha 6                           | Fecha 6   | Fecha 6                 | Fecha 6             | Fecha 6 | Fecha 6       |
| Local                             | Resultado | Visita                  | Estadio             | Hora    | Fecha         |
| --------------------------------- | --------- | ----------------------- | ------------------- | ------- | ------------- |
| Independiente (Villa del Rosario) | 2 - 0     | Libertad (Concordia)    | Virgen de Lourdes   | 20:30   | 25 de febrero |
| Colegiales (Concordia)            | 3 - 1     | San Jorge (Villa Elisa) | Ciudad de Concordia | 20:30   | 24 de febrero |

1. ↑  El encuentro fue suspendido a los 15 minutos del segundo tiempo, el tribunal de disciplina decidió dar por finalizado el encuentro con el mismo resultado.[5][6]

### Zona 11

#### Tabla de posiciones
| Pos. | Equipo                            | Pts. | PJ | PG | PE | PP | GF | GC | Dif. |
| ---- | --------------------------------- | ---- | -- | -- | -- | -- | -- | -- | ---- |
| 1.º  | Real Concordia                    | 13   | 6  | 4  | 1  | 1  | 12 | 8  | 4    |
| 2.º  | Juventud Unida (General Campos)   | 8    | 6  | 2  | 2  | 2  | 9  | 10 | −1   |
| 3.º  | Santa María de Oro FC (Concordia) | 7    | 6  | 2  | 1  | 3  | 9  | 9  | 0    |
| 4.º  | Almafuerte (Federación)           | 6    | 6  | 2  | 0  | 4  | 10 | 13 | −3   |

|  | Clasifican a Dieciseisavos de final. |

#### Resultados
| Fecha 1                           | Fecha 1   | Fecha 1                         | Fecha 1      | Fecha 1 | Fecha 1     |
| Local                             | Resultado | Visita                          | Estadio      | Hora    | Fecha       |
| --------------------------------- | --------- | ------------------------------- | ------------ | ------- | ----------- |
| Santa María de Oro FC (Concordia) | 1 - 1     | Juventud Unida (General Campos) | Justo Gamboa | 17:00   | 20 de enero |
| Almafuerte (Federación)           | 1 - 2     | Real Concordia                  | Sara Pintos  | 18:00   | 20 de enero |

| Fecha 2                 | Fecha 2   | Fecha 2                           | Fecha 2      | Fecha 2 | Fecha 2     |
| Local                   | Resultado | Visita                            | Estadio      | Hora    | Fecha       |
| ----------------------- | --------- | --------------------------------- | ------------ | ------- | ----------- |
| Almafuerte (Federación) | 3 - 4     | Juventud Unida (General Campos)   | Sara Pintos  | 17:00   | 27 de enero |
| Real Concordia          | 2 - 1     | Santa María de Oro FC (Concordia) | Justo Gamboa | 17:00   | 27 de enero |

| Fecha 3                           | Fecha 3   | Fecha 3                 | Fecha 3           | Fecha 3 | Fecha 3      |
| Local                             | Resultado | Visita                  | Estadio           | Hora    | Fecha        |
| --------------------------------- | --------- | ----------------------- | ----------------- | ------- | ------------ |
| Juventud Unida (General Campos)   | 1 - 3     | Real Concordia          | Mario Zubizarreta | 17:00   | 3 de febrero |
| Santa María de Oro FC (Concordia) | 3 - 1     | Almafuerte (Federación) | Justo Gamboa      | 17:00   | 4 de febrero |

| Fecha 4                         | Fecha 4   | Fecha 4                           | Fecha 4              | Fecha 4 | Fecha 4       |
| Local                           | Resultado | Visita                            | Estadio              | Hora    | Fecha         |
| ------------------------------- | --------- | --------------------------------- | -------------------- | ------- | ------------- |
| Juventud Unida (General Campos) | 1 - 2     | Santa María de Oro FC (Concordia) | Mario Zubizarreta    | 18:00   | 11 de febrero |
| Real Concordia                  | 2 - 3     | Almafuerte (Federación)           | Victoria (Concordia) | 17:00   | 12 de febrero |

| Fecha 5                           | Fecha 5   | Fecha 5                 | Fecha 5           | Fecha 5 | Fecha 5       |
| Local                             | Resultado | Visita                  | Estadio           | Hora    | Fecha         |
| --------------------------------- | --------- | ----------------------- | ----------------- | ------- | ------------- |
| Juventud Unida (General Campos)   | 1 - 0     | Almafuerte (Federación) | Mario Zubizarreta | 18:00   | 18 de febrero |
| Santa María de Oro FC (Concordia) | 1 - 2     | Real Concordia          | Justo Gamboa      | 17:00   | 18 de febrero |

| Fecha 6                 | Fecha 6   | Fecha 6                           | Fecha 6      | Fecha 6 | Fecha 6       |
| Local                   | Resultado | Visita                            | Estadio      | Hora    | Fecha         |
| ----------------------- | --------- | --------------------------------- | ------------ | ------- | ------------- |
| Real Concordia          | 1 - 1     | Juventud Unida (General Campos)   | Justo Gamboa | 18:00   | 24 de febrero |
| Almafuerte (Federación) | 2 - 1     | Santa María de Oro FC (Concordia) | Sara Pintos  | 18:00   | 24 de febrero |

### Zona 12

#### Tabla de posiciones
| Pos. | Equipo                   | Pts. | PJ | PG | PE | PP | GF | GC | Dif. |
| ---- | ------------------------ | ---- | -- | -- | -- | -- | -- | -- | ---- |
| 1.º  | Talleres (Federal)       | 8    | 4  | 2  | 2  | 0  | 8  | 2  | 6    |
| 2.º  | Victoria (Concordia)     | 8    | 4  | 2  | 2  | 0  | 10 | 7  | 3    |
| 3.º  | Juventud FBC (Feliciano) | 0    | 4  | 0  | 0  | 4  | 5  | 14 | −9   |

|  | Clasifican a Dieciseisavos de final. |

#### Resultados
| Fecha 1                         | Fecha 1   | Fecha 1            | Fecha 1              | Fecha 1 | Fecha 1     |
| Local                           | Resultado | Visita             | Estadio              | Hora    | Fecha       |
| ------------------------------- | --------- | ------------------ | -------------------- | ------- | ----------- |
| Victoria (Concordia)            | 0 - 0     | Talleres (Federal) | Victoria (Concordia) | 18:00   | 21 de enero |
| Libre: Juventud FBC (Feliciano) |           |                    |                      |         |             |

| Fecha 2                     | Fecha 2   | Fecha 2                  | Fecha 2           | Fecha 2 | Fecha 2     |
| Local                       | Resultado | Visita                   | Estadio           | Hora    | Fecha       |
| --------------------------- | --------- | ------------------------ | ----------------- | ------- | ----------- |
| Talleres (Federal)          | 4 - 0     | Juventud FBC (Feliciano) | Oscar ''Oso'' Cis | 18:00   | 28 de enero |
| Libre: Victoria (Concordia) |           |                          |                   |         |             |

| Fecha 3                   | Fecha 3   | Fecha 3              | Fecha 3                  | Fecha 3 | Fecha 3      |
| Local                     | Resultado | Visita               | Estadio                  | Hora    | Fecha        |
| ------------------------- | --------- | -------------------- | ------------------------ | ------- | ------------ |
| Juventud FBC (Feliciano)  | 3 - 4     | Victoria (Concordia) | Juventud FBC (Feliciano) | 18:00   | 3 de febrero |
| Libre: Talleres (Federal) |           |                      |                          |         |              |

| Fecha 4                         | Fecha 4   | Fecha 4              | Fecha 4           | Fecha 4 | Fecha 4       |
| Local                           | Resultado | Visita               | Estadio           | Hora    | Fecha         |
| ------------------------------- | --------- | -------------------- | ----------------- | ------- | ------------- |
| Talleres (Federal)              | 1 - 1     | Victoria (Concordia) | Oscar ''Oso'' Cis | 18:00   | 10 de febrero |
| Libre: Juventud FBC (Feliciano) |           |                      |                   |         |               |

| Fecha 5                     | Fecha 5   | Fecha 5            | Fecha 5                  | Fecha 5 | Fecha 5       |
| Local                       | Resultado | Visita             | Estadio                  | Hora    | Fecha         |
| --------------------------- | --------- | ------------------ | ------------------------ | ------- | ------------- |
| Juventud FBC (Feliciano)    | 0 - 2     | Talleres (Federal) | Juventud FBC (Feliciano) | 17:30   | 18 de febrero |
| Libre: Victoria (Concordia) |           |                    |                          |         |               |

| Fecha 6                   | Fecha 6   | Fecha 6                  | Fecha 6              | Fecha 6 | Fecha 6       |
| Local                     | Resultado | Visita                   | Estadio              | Hora    | Fecha         |
| ------------------------- | --------- | ------------------------ | -------------------- | ------- | ------------- |
| Victoria (Concordia)      | 4 - 2     | Juventud FBC (Feliciano) | Victoria (Concordia) | 14:00   | 24 de febrero |
| Libre: Talleres (Federal) |           |                          |                      |         |               |

### Tabla general de clasificados
| Pos. | Equipo                                  | Pts. | PJ | PG | PE | PP | GF | GC | Dif. |
| ---- | --------------------------------------- | ---- | -- | -- | -- | -- | -- | -- | ---- |
| 1.º  | Juv. Urdinarrain                        | 16   | 6  | 5  | 1  | 0  | 14 | 2  | 12   |
| 2.º  | Gimnasia (Concepción del Uruguay)       | 15   | 6  | 5  | 0  | 1  | 20 | 11 | 9    |
| 3.º  | Gualeguay Central                       | 15   | 6  | 5  | 0  | 1  | 7  | 3  | 4    |
| 4.º  | Patronato (Paraná)                      | 14   | 6  | 4  | 2  | 0  | 9  | 5  | 4    |
| 5.º  | Peñarol (Paraná)                        | 13   | 6  | 4  | 1  | 1  | 10 | 5  | 5    |
| 6.º  | Real Concordia                          | 13   | 6  | 4  | 1  | 1  | 12 | 8  | 4    |
| 7.º  | Atl. Diamantino                         | 12   | 6  | 3  | 3  | 0  | 10 | 4  | 6    |
| 8.º  | Sarmiento (Gualeguaychú)                | 11   | 6  | 3  | 2  | 1  | 8  | 4  | 4    |
| 9.º  | Dep. Urdinarrain                        | 11   | 6  | 3  | 2  | 1  | 7  | 4  | 3    |
| 10.º | Padel Club Malvinas Argentinas (La Paz) | 11   | 6  | 3  | 2  | 1  | 8  | 6  | 2    |
| 11.º | Independiente (Villa del Rosario)       | 10   | 6  | 3  | 1  | 2  | 10 | 7  | 3    |
| 12.º | Talleres (Federal)                      | 8    | 4  | 2  | 2  | 0  | 8  | 2  | 6    |
| 13.º | Central Entrerriano (Gualeguay)         | 13   | 6  | 4  | 1  | 1  | 9  | 5  | 4    |
| 14.º | Ministerio (Paraná)                     | 11   | 6  | 3  | 2  | 1  | 9  | 6  | 3    |
| 14.º | Unión (Crespo)                          | 11   | 6  | 3  | 2  | 1  | 9  | 6  | 3    |
| 16.º | Atl. Colonia Elia                       | 11   | 6  | 3  | 2  | 1  | 10 | 8  | 2    |
| 17.º | Caballú (La Paz)                        | 11   | 6  | 3  | 2  | 1  | 8  | 6  | 2    |
| 18.º | Libertad (Gualeguay)                    | 10   | 6  | 3  | 1  | 2  | 9  | 5  | 4    |
| 19.º | Union y Recreo (San Justo)              | 10   | 6  | 3  | 1  | 2  | 5  | 5  | 0    |
| 20.º | Libertad (Concordia)                    | 10   | 6  | 3  | 1  | 2  | 7  | 8  | −1   |
| 21.º | Victoria (Concordia)                    | 8    | 4  | 2  | 2  | 0  | 10 | 7  | 3    |
| 22.º | Peñarol (Basavilbaso)                   | 8    | 6  | 2  | 2  | 2  | 8  | 8  | 0    |
| 23.º | Juventud Unida (General Campos)         | 8    | 6  | 2  | 2  | 2  | 9  | 10 | −1   |
| 24.º | Dep. Tabossi                            | 7    | 6  | 2  | 1  | 3  | 12 | 12 | 0    |
| 25.º | Dep. San José                           | 9    | 6  | 2  | 3  | 1  | 8  | 6  | 2    |
| 26.º | Sociedad Sportiva (Gualeguay)           | 8    | 6  | 2  | 2  | 2  | 6  | 6  | 0    |
| 27.º | Santa María de Oro FC (Concordia)       | 7    | 6  | 2  | 1  | 3  | 9  | 9  | 0    |
| 28.º | Colegiales (Concordia)                  | 7    | 6  | 2  | 1  | 3  | 7  | 7  | 0    |
| 29.º | Ramsar Jrs. (Basavilbaso)               | 7    | 6  | 2  | 1  | 3  | 6  | 6  | 0    |
| 30.º | Roma (Gral.Ramírez)                     | 7    | 6  | 2  | 1  | 3  | 6  | 10 | −4   |
| 31.º | Santa Marta (Santa Elena)               | 6    | 6  | 1  | 3  | 2  | 6  | 6  | 0    |
| 32.º | Atl. Oro Verde                          | 6    | 6  | 1  | 3  | 2  | 10 | 11 | −1   |

|  | Clasifican a Dieciseisavos de final como primeros de grupo. |
|  | Clasifican a Dieciseisavos de final como segundos de grupo. |
|  | Clasifican a Dieciseisavos de final como mejores terceros.  |

## Cuadro de desarrollo
|  | Dieciseisavos de final       | Dieciseisavos de final | Dieciseisavos de final | Dieciseisavos de final |   |                 | Octavos de final          | Octavos de final          | Octavos de final          | Octavos de final          |  |                     | Cuartos de final | Cuartos de final | Cuartos de final | Cuartos de final |  |                | Semifinales               | Semifinales               | Semifinales               | Semifinales               |  |                 | Final            | Final            | Final            | Final            |  |
|  | 3 al 12 de marzo             | 3 al 12 de marzo       | 3 al 12 de marzo       | 3 al 12 de marzo       |   |                 | 17 de marzo al 4 de abril | 17 de marzo al 4 de abril | 17 de marzo al 4 de abril | 17 de marzo al 4 de abril |  |                     | 7 al 20 de abril | 7 al 20 de abril | 7 al 20 de abril | 7 al 20 de abril |  |                | 28 de abril al 12 de mayo | 28 de abril al 12 de mayo | 28 de abril al 12 de mayo | 28 de abril al 12 de mayo |  |                 | 19 al 26 de mayo | 19 al 26 de mayo | 19 al 26 de mayo | 19 al 26 de mayo |  |
|  |                              |                        |                        |                        |   |                 |                           |                           |                           |                           |  |                     |                  |                  |                  |                  |  |                |                           |                           |                           |                           |  |                 |                  |                  |                  |                  |  |
|  |                              |                        |                        |                        |   |                 |                           |                           |                           |                           |  |                     |                  |                  |                  |                  |  |                |                           |                           |                           |                           |  |                 |                  |                  |                  |                  |  |
|  | San José                     | 1                      | 3                      | 4                      |   |                 |                           |                           |                           |                           |  |                     |                  |                  |                  |                  |  |                |                           |                           |                           |                           |  |                 |                  |                  |                  |                  |  |
|  | San José                     | 1                      | 3                      | 4                      |   |                 |                           |                           |                           |                           |  |                     |                  |                  |                  |                  |  |                |                           |                           |                           |                           |  |                 |                  |                  |                  |                  |  |
|  | Real Concordia               | 0                      | 0                      | 0                      |   |                 |                           |                           |                           |                           |  |                     |                  |                  |                  |                  |  |                |                           |                           |                           |                           |  |                 |                  |                  |                  |                  |  |
|  | Real Concordia               | 0                      | 0                      | 0                      |   | San José        | 1                         | 2                         | 3 (4)                     |                           |  |                     |                  |                  |                  |                  |  |                |                           |                           |                           |                           |  |                 |                  |                  |                  |                  |  |
|  |                              |                        |                        |                        |   | San José        | 1                         | 2                         | 3 (4)                     |                           |  |                     |                  |                  |                  |                  |  |                |                           |                           |                           |                           |  |                 |                  |                  |                  |                  |  |
|  |                              |                        | Gualeguay Central      | 1                      | 2 | 3 (2)           |                           |                           |                           |                           |  |                     |                  |                  |                  |                  |  |                |                           |                           |                           |                           |  |                 |                  |                  |                  |                  |  |
|  | Sociedad Sportiva            | 1                      | Gualeguay Central      | 1                      | 2 | 3 (2)           | 1                         | 2 (4)                     |                           |                           |  |                     |                  |                  |                  |                  |  |                |                           |                           |                           |                           |  |                 |                  |                  |                  |                  |  |
|  | Sociedad Sportiva            | 1                      |                        |                        |   |                 |                           |                           |                           |                           |  |                     |                  |                  |                  |                  |  |                |                           |                           |                           |                           |  |                 |                  |                  |                  |                  |  |
|  | Gualeguay Central            | 1                      | 1                      | 2 (5)                  |   |                 |                           |                           |                           |                           |  |                     |                  |                  |                  |                  |  |                |                           |                           |                           |                           |  |                 |                  |                  |                  |                  |  |
|  | Gualeguay Central            | 1                      | 1                      | 2 (5)                  |   |                 |                           |                           |                           |                           |  | San José            | 1                | 0                | 1                |                  |  |                |                           |                           |                           |                           |  |                 |                  |                  |                  |                  |  |
|  |                              |                        |                        |                        |   |                 |                           |                           |                           |                           |  | San José            | 1                | 0                | 1                |                  |  |                |                           |                           |                           |                           |  |                 |                  |                  |                  |                  |  |
|  |                              |                        | Gimnasia (CdU)         | 0                      | 3 | 3               |                           |                           |                           |                           |  |                     |                  |                  |                  |                  |  |                |                           |                           |                           |                           |  |                 |                  |                  |                  |                  |  |
|  | Santa María de Oro           | 1                      | Gimnasia (CdU)         | 0                      | 3 | 3               | 0                         | 1                         |                           |                           |  |                     |                  |                  |                  |                  |  |                |                           |                           |                           |                           |  |                 |                  |                  |                  |                  |  |
|  | Santa María de Oro           | 1                      |                        |                        |   |                 |                           |                           |                           |                           |  |                     |                  |                  |                  |                  |  |                |                           |                           |                           |                           |  |                 |                  |                  |                  |                  |  |
|  | Gimnasia (CdU)               | 0                      | 3                      | 3                      |   |                 |                           |                           |                           |                           |  |                     |                  |                  |                  |                  |  |                |                           |                           |                           |                           |  |                 |                  |                  |                  |                  |  |
|  | Gimnasia (CdU)               | 0                      | 3                      | 3                      |   | Gimnasia (CdU)  | 2                         | 2                         | 4                         |                           |  |                     |                  |                  |                  |                  |  |                |                           |                           |                           |                           |  |                 |                  |                  |                  |                  |  |
|  |                              |                        |                        |                        |   | Gimnasia (CdU)  | 2                         | 2                         | 4                         |                           |  |                     |                  |                  |                  |                  |  |                |                           |                           |                           |                           |  |                 |                  |                  |                  |                  |  |
|  |                              |                        | Juventud Urdinarrain   | 0                      | 3 | 3               |                           |                           |                           |                           |  |                     |                  |                  |                  |                  |  |                |                           |                           |                           |                           |  |                 |                  |                  |                  |                  |  |
|  | Colegiales (Cdia)            | 0                      | Juventud Urdinarrain   | 0                      | 3 | 3               | 0                         | 0                         |                           |                           |  |                     |                  |                  |                  |                  |  |                |                           |                           |                           |                           |  |                 |                  |                  |                  |                  |  |
|  | Colegiales (Cdia)            | 0                      |                        |                        |   |                 |                           |                           |                           |                           |  |                     |                  |                  |                  |                  |  |                |                           |                           |                           |                           |  |                 |                  |                  |                  |                  |  |
|  | Juventud Urdinarrain         | 0                      | 4                      | 4                      |   |                 |                           |                           |                           |                           |  |                     |                  |                  |                  |                  |  |                |                           |                           |                           |                           |  |                 |                  |                  |                  |                  |  |
|  | Juventud Urdinarrain         | 0                      | 4                      | 4                      |   |                 |                           |                           |                           |                           |  |                     |                  |                  |                  |                  |  | Gimnasia (CdU) | 0                         | 0                         | 0                         |                           |  |                 |                  |                  |                  |                  |  |
|  |                              |                        |                        |                        |   |                 |                           |                           |                           |                           |  |                     |                  |                  |                  |                  |  | Gimnasia (CdU) | 0                         | 0                         | 0                         |                           |  |                 |                  |                  |                  |                  |  |
|  |                              |                        | Victoria (Cdia)        | 0                      | 2 | 2               |                           |                           |                           |                           |  |                     |                  |                  |                  |                  |  |                |                           |                           |                           |                           |  |                 |                  |                  |                  |                  |  |
|  | Victoria (Cdia)              | 1                      | Victoria (Cdia)        | 0                      | 2 | 2               | 1                         | 2                         |                           |                           |  |                     |                  |                  |                  |                  |  |                |                           |                           |                           |                           |  |                 |                  |                  |                  |                  |  |
|  | Victoria (Cdia)              | 1                      |                        |                        |   |                 |                           |                           |                           |                           |  |                     |                  |                  |                  |                  |  |                |                           |                           |                           |                           |  |                 |                  |                  |                  |                  |  |
|  | Sarmiento (Gchu)             | 0                      | 0                      | 0                      |   |                 |                           |                           |                           |                           |  |                     |                  |                  |                  |                  |  |                |                           |                           |                           |                           |  |                 |                  |                  |                  |                  |  |
|  | Sarmiento (Gchu)             | 0                      | 0                      | 0                      |   | Victoria (Cdia) | 1                         | 1                         | 2                         |                           |  |                     |                  |                  |                  |                  |  |                |                           |                           |                           |                           |  |                 |                  |                  |                  |                  |  |
|  |                              |                        |                        |                        |   | Victoria (Cdia) | 1                         | 1                         | 2                         |                           |  |                     |                  |                  |                  |                  |  |                |                           |                           |                           |                           |  |                 |                  |                  |                  |                  |  |
|  |                              |                        | Deportivo Urdinarrain  | 0                      | 0 | 0               |                           |                           |                           |                           |  |                     |                  |                  |                  |                  |  |                |                           |                           |                           |                           |  |                 |                  |                  |                  |                  |  |
|  | Libertad (Cdia)              | 0                      | Deportivo Urdinarrain  | 0                      | 0 | 0               | 0                         | 0                         |                           |                           |  |                     |                  |                  |                  |                  |  |                |                           |                           |                           |                           |  |                 |                  |                  |                  |                  |  |
|  | Libertad (Cdia)              | 0                      |                        |                        |   |                 |                           |                           |                           |                           |  |                     |                  |                  |                  |                  |  |                |                           |                           |                           |                           |  |                 |                  |                  |                  |                  |  |
|  | Deportivo Urdinarrain        | 0                      | 1                      | 1                      |   |                 |                           |                           |                           |                           |  |                     |                  |                  |                  |                  |  |                |                           |                           |                           |                           |  |                 |                  |                  |                  |                  |  |
|  | Deportivo Urdinarrain        | 0                      | 1                      | 1                      |   |                 |                           |                           |                           |                           |  | Victoria (Cdia)     | 3                | 2                | 5                |                  |  |                |                           |                           |                           |                           |  |                 |                  |                  |                  |                  |  |
|  |                              |                        |                        |                        |   |                 |                           |                           |                           |                           |  | Victoria (Cdia)     | 3                | 2                | 5                |                  |  |                |                           |                           |                           |                           |  |                 |                  |                  |                  |                  |  |
|  |                              |                        | Central Entrerriano    | 0                      | 1 | 1               |                           |                           |                           |                           |  |                     |                  |                  |                  |                  |  |                |                           |                           |                           |                           |  |                 |                  |                  |                  |                  |  |
|  | Libertad (Guay)              | 2                      | Central Entrerriano    | 0                      | 1 | 1               | 1                         | 3                         |                           |                           |  |                     |                  |                  |                  |                  |  |                |                           |                           |                           |                           |  |                 |                  |                  |                  |                  |  |
|  | Libertad (Guay)              | 2                      |                        |                        |   |                 |                           |                           |                           |                           |  |                     |                  |                  |                  |                  |  |                |                           |                           |                           |                           |  |                 |                  |                  |                  |                  |  |
|  | Colonia Elía                 | 2                      | 2                      | 4                      |   |                 |                           |                           |                           |                           |  |                     |                  |                  |                  |                  |  |                |                           |                           |                           |                           |  |                 |                  |                  |                  |                  |  |
|  | Colonia Elía                 | 2                      | 2                      | 4                      |   | Colonia Elía    | 1                         | 0                         | 1                         |                           |  |                     |                  |                  |                  |                  |  |                |                           |                           |                           |                           |  |                 |                  |                  |                  |                  |  |
|  |                              |                        |                        |                        |   | Colonia Elía    | 1                         | 0                         | 1                         |                           |  |                     |                  |                  |                  |                  |  |                |                           |                           |                           |                           |  |                 |                  |                  |                  |                  |  |
|  |                              |                        | Central Entrerriano    | 4                      | 3 | 7               |                           |                           |                           |                           |  |                     |                  |                  |                  |                  |  |                |                           |                           |                           |                           |  |                 |                  |                  |                  |                  |  |
|  | Unión y Recreo               | 0                      | Central Entrerriano    | 4                      | 3 | 7               | 0                         | 0                         |                           |                           |  |                     |                  |                  |                  |                  |  |                |                           |                           |                           |                           |  |                 |                  |                  |                  |                  |  |
|  | Unión y Recreo               | 0                      |                        |                        |   |                 |                           |                           |                           |                           |  |                     |                  |                  |                  |                  |  |                |                           |                           |                           |                           |  |                 |                  |                  |                  |                  |  |
|  | Central Entrerriano          | 1                      | 2                      | 3                      |   |                 |                           |                           |                           |                           |  |                     |                  |                  |                  |                  |  |                |                           |                           |                           |                           |  |                 |                  |                  |                  |                  |  |
|  | Central Entrerriano          | 1                      | 2                      | 3                      |   |                 |                           |                           |                           |                           |  |                     |                  |                  |                  |                  |  |                |                           |                           |                           |                           |  | Victoria (Cdia) | 1                | 1                | 2 (4)            |                  |  |
|  |                              |                        |                        |                        |   |                 |                           |                           |                           |                           |  |                     |                  |                  |                  |                  |  |                |                           |                           |                           |                           |  | Victoria (Cdia) | 1                | 1                | 2 (4)            |                  |  |
|  |                              |                        | Malvinas               | 0                      | 2 | 2 (2)           |                           |                           |                           |                           |  |                     |                  |                  |                  |                  |  |                |                           |                           |                           |                           |  |                 |                  |                  |                  |                  |  |
|  | Ramsar (BB)                  | 2                      | Malvinas               | 0                      | 2 | 2 (2)           | 1                         | 3 (7)                     |                           |                           |  |                     |                  |                  |                  |                  |  |                |                           |                           |                           |                           |  |                 |                  |                  |                  |                  |  |
|  | Ramsar (BB)                  | 2                      |                        |                        |   |                 |                           |                           |                           |                           |  |                     |                  |                  |                  |                  |  |                |                           |                           |                           |                           |  |                 |                  |                  |                  |                  |  |
|  | Peñarol (BB)                 | 1                      | 2                      | 3 (8)                  |   |                 |                           |                           |                           |                           |  |                     |                  |                  |                  |                  |  |                |                           |                           |                           |                           |  |                 |                  |                  |                  |                  |  |
|  | Peñarol (BB)                 | 1                      | 2                      | 3 (8)                  |   | Peñarol (BB)    | 1                         | 0                         | 1                         |                           |  |                     |                  |                  |                  |                  |  |                |                           |                           |                           |                           |  |                 |                  |                  |                  |                  |  |
|  |                              |                        |                        |                        |   | Peñarol (BB)    | 1                         | 0                         | 1                         |                           |  |                     |                  |                  |                  |                  |  |                |                           |                           |                           |                           |  |                 |                  |                  |                  |                  |  |
|  |                              |                        | Diamantino             | 1                      | 1 | 2               |                           |                           |                           |                           |  |                     |                  |                  |                  |                  |  |                |                           |                           |                           |                           |  |                 |                  |                  |                  |                  |  |
|  | Roma Ramírez                 | 0                      | Diamantino             | 1                      | 1 | 2               | 1                         | 1                         |                           |                           |  |                     |                  |                  |                  |                  |  |                |                           |                           |                           |                           |  |                 |                  |                  |                  |                  |  |
|  | Roma Ramírez                 | 0                      |                        |                        |   |                 |                           |                           |                           |                           |  |                     |                  |                  |                  |                  |  |                |                           |                           |                           |                           |  |                 |                  |                  |                  |                  |  |
|  | Diamantino                   | 0                      | 3                      | 3                      |   |                 |                           |                           |                           |                           |  |                     |                  |                  |                  |                  |  |                |                           |                           |                           |                           |  |                 |                  |                  |                  |                  |  |
|  | Diamantino                   | 0                      | 3                      | 3                      |   |                 |                           |                           |                           |                           |  | Diamantino          | 0                | 0                | 0                |                  |  |                |                           |                           |                           |                           |  |                 |                  |                  |                  |                  |  |
|  |                              |                        |                        |                        |   |                 |                           |                           |                           |                           |  | Diamantino          | 0                | 0                | 0                |                  |  |                |                           |                           |                           |                           |  |                 |                  |                  |                  |                  |  |
|  |                              |                        | Peñarol (P)            | 0                      | 1 | 1               |                           |                           |                           |                           |  |                     |                  |                  |                  |                  |  |                |                           |                           |                           |                           |  |                 |                  |                  |                  |                  |  |
|  | Oro Verde                    | 3                      | Peñarol (P)            | 0                      | 1 | 1               | 1                         | 4                         |                           |                           |  |                     |                  |                  |                  |                  |  |                |                           |                           |                           |                           |  |                 |                  |                  |                  |                  |  |
|  | Oro Verde                    | 3                      |                        |                        |   |                 |                           |                           |                           |                           |  |                     |                  |                  |                  |                  |  |                |                           |                           |                           |                           |  |                 |                  |                  |                  |                  |  |
|  | Patronato                    | 0                      | 3                      | 3                      |   |                 |                           |                           |                           |                           |  |                     |                  |                  |                  |                  |  |                |                           |                           |                           |                           |  |                 |                  |                  |                  |                  |  |
|  | Patronato                    | 0                      | 3                      | 3                      |   | Oro Verde       | 0                         | 0                         | 0                         |                           |  |                     |                  |                  |                  |                  |  |                |                           |                           |                           |                           |  |                 |                  |                  |                  |                  |  |
|  |                              |                        |                        |                        |   | Oro Verde       | 0                         | 0                         | 0                         |                           |  |                     |                  |                  |                  |                  |  |                |                           |                           |                           |                           |  |                 |                  |                  |                  |                  |  |
|  |                              |                        | Peñarol (P)            | 0                      | 4 | 4               |                           |                           |                           |                           |  |                     |                  |                  |                  |                  |  |                |                           |                           |                           |                           |  |                 |                  |                  |                  |                  |  |
|  | Santa Marta                  | 1                      | Peñarol (P)            | 0                      | 4 | 4               | 0                         | 1                         |                           |                           |  |                     |                  |                  |                  |                  |  |                |                           |                           |                           |                           |  |                 |                  |                  |                  |                  |  |
|  | Santa Marta                  | 1                      |                        |                        |   |                 |                           |                           |                           |                           |  |                     |                  |                  |                  |                  |  |                |                           |                           |                           |                           |  |                 |                  |                  |                  |                  |  |
|  | Peñarol (P)                  | 0                      | 4                      | 4                      |   |                 |                           |                           |                           |                           |  |                     |                  |                  |                  |                  |  |                |                           |                           |                           |                           |  |                 |                  |                  |                  |                  |  |
|  | Peñarol (P)                  | 0                      | 4                      | 4                      |   |                 |                           |                           |                           |                           |  |                     |                  |                  |                  |                  |  | Peñarol (P)    | 1                         | 1                         | 2                         |                           |  |                 |                  |                  |                  |                  |  |
|  |                              |                        |                        |                        |   |                 |                           |                           |                           |                           |  |                     |                  |                  |                  |                  |  | Peñarol (P)    | 1                         | 1                         | 2                         |                           |  |                 |                  |                  |                  |                  |  |
|  |                              |                        | Malvinas               | 2                      | 1 | 3               |                           |                           |                           |                           |  |                     |                  |                  |                  |                  |  |                |                           |                           |                           |                           |  |                 |                  |                  |                  |                  |  |
|  | Unión (Crespo)               | 1                      | Malvinas               | 2                      | 1 | 3               | 1                         | 2                         |                           |                           |  |                     |                  |                  |                  |                  |  |                |                           |                           |                           |                           |  |                 |                  |                  |                  |                  |  |
|  | Unión (Crespo)               | 1                      |                        |                        |   |                 |                           |                           |                           |                           |  |                     |                  |                  |                  |                  |  |                |                           |                           |                           |                           |  |                 |                  |                  |                  |                  |  |
|  | Caballú                      | 3                      | 2                      | 5                      |   |                 |                           |                           |                           |                           |  |                     |                  |                  |                  |                  |  |                |                           |                           |                           |                           |  |                 |                  |                  |                  |                  |  |
|  | Caballú                      | 3                      | 2                      | 5                      |   | Caballú         | 0                         | 0                         | 0                         |                           |  |                     |                  |                  |                  |                  |  |                |                           |                           |                           |                           |  |                 |                  |                  |                  |                  |  |
|  |                              |                        |                        |                        |   | Caballú         | 0                         | 0                         | 0                         |                           |  |                     |                  |                  |                  |                  |  |                |                           |                           |                           |                           |  |                 |                  |                  |                  |                  |  |
|  |                              |                        | Independiente (VdR)    | 3                      | 6 | 9               |                           |                           |                           |                           |  |                     |                  |                  |                  |                  |  |                |                           |                           |                           |                           |  |                 |                  |                  |                  |                  |  |
|  | Talleres (Federal)           | 1                      | Independiente (VdR)    | 3                      | 6 | 9               | 0                         | 1 (5)                     |                           |                           |  |                     |                  |                  |                  |                  |  |                |                           |                           |                           |                           |  |                 |                  |                  |                  |                  |  |
|  | Talleres (Federal)           | 1                      |                        |                        |   |                 |                           |                           |                           |                           |  |                     |                  |                  |                  |                  |  |                |                           |                           |                           |                           |  |                 |                  |                  |                  |                  |  |
|  | Independiente (VdR)          | 0                      | 1                      | 1 (6)                  |   |                 |                           |                           |                           |                           |  |                     |                  |                  |                  |                  |  |                |                           |                           |                           |                           |  |                 |                  |                  |                  |                  |  |
|  | Independiente (VdR)          | 0                      | 1                      | 1 (6)                  |   |                 |                           |                           |                           |                           |  | Independiente (VdR) | 1                | 0                | 1 (6)            |                  |  |                |                           |                           |                           |                           |  |                 |                  |                  |                  |                  |  |
|  |                              |                        |                        |                        |   |                 |                           |                           |                           |                           |  | Independiente (VdR) | 1                | 0                | 1 (6)            |                  |  |                |                           |                           |                           |                           |  |                 |                  |                  |                  |                  |  |
|  |                              |                        | Malvinas               | 0                      | 1 | 1 (7)           |                           |                           |                           |                           |  |                     |                  |                  |                  |                  |  |                |                           |                           |                           |                           |  |                 |                  |                  |                  |                  |  |
|  | Juventud Unida (Gral Campos) | 0                      | Malvinas               | 0                      | 1 | 1 (7)           | 1                         | 1                         |                           |                           |  |                     |                  |                  |                  |                  |  |                |                           |                           |                           |                           |  |                 |                  |                  |                  |                  |  |
|  | Juventud Unida (Gral Campos) | 0                      |                        |                        |   |                 |                           |                           |                           |                           |  |                     |                  |                  |                  |                  |  |                |                           |                           |                           |                           |  |                 |                  |                  |                  |                  |  |
|  | Ministerio                   | 1                      | 1                      | 2                      |   |                 |                           |                           |                           |                           |  |                     |                  |                  |                  |                  |  |                |                           |                           |                           |                           |  |                 |                  |                  |                  |                  |  |
|  | Ministerio                   | 1                      | 1                      | 2                      |   | Ministerio      | 2                         | 1                         | 3 (1)                     |                           |  |                     |                  |                  |                  |                  |  |                |                           |                           |                           |                           |  |                 |                  |                  |                  |                  |  |
|  |                              |                        |                        |                        |   | Ministerio      | 2                         | 1                         | 3 (1)                     |                           |  |                     |                  |                  |                  |                  |  |                |                           |                           |                           |                           |  |                 |                  |                  |                  |                  |  |
|  |                              |                        | Malvinas               | 1                      | 2 | 3 (3)           |                           |                           |                           |                           |  |                     |                  |                  |                  |                  |  |                |                           |                           |                           |                           |  |                 |                  |                  |                  |                  |  |
|  | Tabossi                      | 3                      | Malvinas               | 1                      | 2 | 3 (3)           | 0                         | 3                         |                           |                           |  |                     |                  |                  |                  |                  |  |                |                           |                           |                           |                           |  |                 |                  |                  |                  |                  |  |
|  | Tabossi                      | 3                      |                        |                        |   |                 |                           |                           |                           |                           |  |                     |                  |                  |                  |                  |  |                |                           |                           |                           |                           |  |                 |                  |                  |                  |                  |  |
|  | Malvinas                     | 2                      | 2                      | 4                      |   |                 |                           |                           |                           |                           |  |                     |                  |                  |                  |                  |  |                |                           |                           |                           |                           |  |                 |                  |                  |                  |                  |  |
|  | Malvinas                     | 2                      | 2                      | 4                      |   |                 |                           |                           |                           |                           |  |                     |                  |                  |                  |                  |  |                |                           |                           |                           |                           |  |                 |                  |                  |                  |                  |  |
|  |                              |                        |                        |                        |   |                 |                           |                           |                           |                           |  |                     |                  |                  |                  |                  |  |                |                           |                           |                           |                           |  |                 |                  |                  |                  |                  |  |

- Nota: En cada llave, el equipo que ocupa la segunda línea es el que define la serie como local.

## Fase eliminatoria
A partir de aquí los equipos se enfrentan por eliminación directa a doble partido, uno en cada sede. En caso de empate al cabo de la serie, se ejecutan tiros desde el punto penal.
Desde esta instancia, el equipo que ostente menor número de orden que su rival de turno ejercerá la localía en el partido de vuelta.

### Dieciseisavos de final
16 clasificados de la fase de grupos, los primeros y segundos de todas las zonas más los 8 mejores terceros en las zonas de 4 equipos.
| Llave | Local - Vuelta        | Global        | Local - Ida                  |
| ----- | --------------------- | ------------- | ---------------------------- |
| 1     | Juventud Urdinarrain  | 4 - 0         | Colegiales (Cdia)            |
| 2     | Gimnasia (CdU)        | 3 - 1         | Santa María de Oro           |
| 3     | Gualeguay Central     | (5) 2 - 2 (4) | Sociedad Sportiva            |
| 4     | Real Concordia        | 0 - 4         | San José                     |
| 5     | Sarmiento (Gchu)      | 0 - 2         | Victoria (Cdia)              |
| 6     | Deportivo Urdinarrain | 1 - 0         | Libertad (Cdia)              |
| 7     | Central Entrerriano   | 3 - 0         | Unión y Recreo               |
| 8     | Colonia Elía          | 4 - 3         | Libertad (Guay)              |
| 9     | Diamantino            | 3 - 1         | Roma                         |
| 10    | Peñarol (BB)          | (8) 3 - 3 (7) | Ramsar (BB)                  |
| 11    | Patronato             | 3 - 4         | Oro Verde                    |
| 12    | Peñarol (P)           | 4 - 1         | Santa Marta                  |
| 13    | Malvinas              | 4 - 3         | Tabossi                      |
| 14    | Ministerio            | 2 - 1         | Juventud Unida (Gral Campos) |
| 15    | Independiente (VdR)   | (6) 1 - 1 (5) | Talleres (Federal)           |
| 16    | Unión (Crespo)        | 2 - 5         | Caballú                      |

|  | Clasificado a octavos de final. |

| Partidos de ida              | Partidos de ida | Partidos de ida       | Partidos de ida                | Partidos de ida |
| Local                        | Resultado       | Visita                | Estadio                        | Fecha           |
| ---------------------------- | --------------- | --------------------- | ------------------------------ | --------------- |
| Colegiales (Cdia)            | 0 - 0           | Juventud Urdinarrain  | Ciudad de Concordia            | 3 de marzo      |
| Santa María de Oro           | 1 - 0           | Gimnasia (CdU)        | Justo Gamboa                   | 3 de marzo      |
| Sociedad Sportiva            | 1 - 1           | Gualeguay Central     | Hermanos Romasanta             | 3 de marzo      |
| San José                     | 1 - 0           | Real Concordia        | 20 de noviembre                | 3 de marzo      |
| Victoria (Cdia)              | 1 - 0           | Sarmiento (Gchu)      | Ciudad de Concordia            | 3 de marzo      |
| Libertad (Cdia)              | 0 - 0           | Deportivo Urdinarrain | Parque Mitre                   | 3 de marzo      |
| Unión y Recreo               | 0 - 1           | Central Entrerriano   | Emeterio Mendoza               | 2 de marzo      |
| Libertad (Guay)              | 2 - 2           | Colonia Elía          | 25 de junio                    | 3 de marzo      |
| Roma                         | 0 - 0           | Diamantino            | Club Atlético y Deportivo Roma | 3 de marzo      |
| Ramsar (BB)                  | 2 - 1           | Peñarol (BB)          | Vicente Bustamante             | 3 de marzo      |
| Oro Verde                    | 3 - 0           | Patronato             | Gustavo Pucará Ortellao        | 3 de marzo      |
| Santa Marta                  | 1 - 0           | Peñarol (P)           | Club Atlético Camba Cuá        | 6 de marzo      |
| Tabossi                      | 2 - 3           | Malvinas              | Ricardo "Caro" Dettler         | 3 de marzo      |
| Juventud Unida (Gral Campos) | 0 - 1           | Ministerio            | Mario Zubizarreta              | 3 de marzo      |
| Talleres (Federal)           | 1 - 0           | Independiente (VdR)   | Oscar Oso Cis                  | 3 de marzo      |
| Caballú                      | 3 - 1           | Unión (Crespo)        | Patronato Football Club        | 5 de marzo      |

| Partidos de vuelta    | Partidos de vuelta | Partidos de vuelta           | Partidos de vuelta          | Partidos de vuelta |
| Local                 | Resultado          | Visita                       | Estadio                     | Fecha              |
| --------------------- | ------------------ | ---------------------------- | --------------------------- | ------------------ |
| Juventud Urdinarrain  | 4 - 0              | Colegiales (Cdia)            | Juan Jorge Stauber          | 9 de marzo         |
| Gimnasia (CdU)        | 3 - 0              | Santa María de Oro           | Manuel y Ramón Núñez        | 10 de marzo        |
| Gualeguay Central     | 1 - 1              | Sociedad Sportiva            | Enrique "Quique" Da Dalt    | 10 de marzo        |
| Real Concordia        | 0 - 3              | San José                     | Justo Gamboa                | 10 de marzo        |
| Sarmiento (Gchu)      | 0 - 1              | Victoria (Cdia)              | Municipal de Gualeguaychú   | 10 de marzo        |
| Deportivo Urdinarrain | 1 - 0              | Libertad (Cdia)              | Teodoro Treisse             | 10 de marzo        |
| Central Entrerriano   | 2 - 0              | Unión y Recreo               | Julio Colazo                | 10 de marzo        |
| Colonia Elía          | 2 - 1              | Libertad (Guay)              | Club Atlético Colonia Elía  | 10 de marzo        |
| Diamantino            | 3 - 1              | Roma                         | Cristian Gatti              | 10 de marzo        |
| Peñarol (BB)          | 2 - 1              | Ramsar (BB)                  | Fortaleza del Pueblo Nuevo  | 10 de marzo        |
| Patronato             | 3 - 1              | Oro Verde                    | Presbítero Bartolomé Grella | 12 de marzo        |
| Peñarol (P)           | 4 - 0              | Santa Marta                  | Aníbal Giusti               | 10 de marzo        |
| Malvinas              | 2 - 0              | Tabossi                      | Patronato Football Club     | 10 de marzo        |
| Ministerio            | 1 - 1              | Juventud Unida (Gral Campos) | Francisco Pancho Lombardo   | 9 de marzo         |
| Independiente (VdR)   | 1 - 0              | Talleres (Federal)           | La Nueva Caldera            | 10 de marzo        |
| Unión (Crespo)        | 1 - 2              | Caballú                      | Mundialista 25 de Agosto    | 10 de marzo        |

### Octavos de final
16 clasificados de la tercera fase.
| Llave | Local - Vuelta        | Global        | Local - Ida     |
| ----- | --------------------- | ------------- | --------------- |
| O1    | Juventud Urdinarrain  | 3 - 4         | Gimnasia (CdU)  |
| O2    | Gualeguay Central     | (2) 3 - 3 (4) | San José        |
| O3    | Deportivo Urdinarrain | 0 - 2         | Victoria (Cdia) |
| O4    | Central Entrerriano   | 7 - 1         | Colonia Elía    |
| O5    | Diamantino            | 2 - 1         | Peñarol (BB)    |
| O6    | Peñarol (P)           | 4 - 0         | Oro Verde       |
| O7    | Malvinas              | (3) 3 - 3 (1) | Ministerio      |
| O8    | Independiente (VR)    | 9 - 0         | Caballú         |

|  | Clasificado a cuartos de final. |

| Partidos de ida | Partidos de ida | Partidos de ida       | Partidos de ida                       | Partidos de ida |
| Local           | Resultado       | Visita                | Estadio                               | Fecha           |
| --------------- | --------------- | --------------------- | ------------------------------------- | --------------- |
| Gimnasia (CdU)  | 2 - 0           | Juventud Urdinarrain  | Manuel y Ramón Núñez                  | 24 de marzo     |
| San José        | 1 - 1           | Gualeguay Central     | 20 de noviembre                       | 24 de marzo     |
| Victoria (Cdia) | 1 - 0           | Deportivo Urdinarrain | Ciudad de Concordia                   | 24 de marzo     |
| Colonia Elía    | 1 - 4           | Central Entrerriano   | Estadio de Club Atlético Colonia Elía | 24 de marzo     |
| Peñarol (BB)    | 1 - 1           | Diamantino            | Fortaleza del Pueblo Nuevo            | 17 de marzo     |
| Oro Verde       | 0 - 0           | Peñarol (P)           | Gustavo Pucará Ortellao               | 24 de marzo     |
| Ministerio      | 2 - 1           | Malvinas              | Francisco Pancho Lombardo             | 24 de marzo     |
| Caballú         | 0 - 3           | Independiente (VR)    | Patronato Football Club               | 24 de marzo     |

| Partidos de vuelta    | Partidos de vuelta | Partidos de vuelta | Partidos de vuelta                | Partidos de vuelta |
| Local                 | Resultado          | Visita             | Estadio                           | Fecha              |
| --------------------- | ------------------ | ------------------ | --------------------------------- | ------------------ |
| Juventud Urdinarrain  | 3 - 2              | Gimnasia (CdU)     | Juan Jorge Stauber                | 2 de abril         |
| Gualeguay Central     | 2 - 2              | San José           | Enrique Quique Da Dalt            | 31 de marzo        |
| Deportivo Urdinarrain | 0 - 1              | Victoria (Cdia)    | Teodoro Treisse                   | 2 de abril         |
| Central Entrerriano   | 3 - 0              | Colonia Elía       | Estadio Municipal de Gualeguaychú | 2 de abril         |
| Diamantino            | 1 - 0              | Peñarol (BB)       | Cristian Gatti                    | 1 de abril         |
| Peñarol (P)           | 4 - 0              | Oro Verde          | Aníbal Giusti                     | 30 de marzo        |
| Malvinas              | 1 - 0              | Ministerio         | Patronato Football Club           | 4 de abril         |
| Independiente (VR)    | 6 - 0              | Caballú            | La Nueva Caldera                  | 30 de marzo        |

### Cuartos de final
Los 8 clasificados de los octavos de final.
| Llave | Local - Vuelta      | Global        | Local - Ida        |
| ----- | ------------------- | ------------- | ------------------ |
| C1    | Gimnasia (CdU)      | 3 - 1         | San José           |
| C2    | Central Entrerriano | 1 - 5         | Victoria (Cdia)    |
| C3    | Peñarol (P)         | 1 - 0         | Diamantino         |
| C4    | Malvinas            | (7) 1 - 1 (6) | Independiente (VR) |

|  | Clasificado a Semifinales. |

| Partidos de ida    | Partidos de ida | Partidos de ida     | Partidos de ida     | Partidos de ida |
| Local              | Resultado       | Visita              | Estadio             | Fecha           |
| ------------------ | --------------- | ------------------- | ------------------- | --------------- |
| San José           | 1 - 0           | Gimnasia (CdU)      | 20 de noviembre     | 7 de abril      |
| Victoria (Cdia)    | 3 - 0           | Central Entrerriano | Ciudad de Concordia | 7 de abril      |
| Diamantino         | 0 - 0           | Peñarol (P)         | Cristian Gatti      | 7 de abril      |
| Independiente (VR) | 1 - 1           | Malvinas            | Nueva Caldera       | 10 de abril     |

| Partidos de vuelta  | Partidos de vuelta | Partidos de vuelta | Partidos de vuelta      | Partidos de vuelta |
| Local               | Resultado          | Visita             | Estadio                 | Fecha              |
| ------------------- | ------------------ | ------------------ | ----------------------- | ------------------ |
| Gimnasia (CdU)      | 3 - 0              | San José           | Manuel y Ramón Núñez    | 20 de abril        |
| Central Entrerriano | 1 - 2              | Victoria (Cdia)    | Julio Colazo            | 20 de abril        |
| Peñarol (P)         | 1 - 0              | Diamantino         | Aníbal Giusti           | 20 de abril        |
| Malvinas            | 1 - 0              | Independiente (VR) | Patronato Football Club | 20 de abril        |

### Semifinales
Los 4 clasificados de los cuartos de final.
| Llave | Local - Vuelta | Global | Local - Ida     |
| ----- | -------------- | ------ | --------------- |
| S1    | Gimnasia (CdU) | 0 - 2  | Victoria (Cdia) |
| S2    | Peñarol (P)    | 2 - 3  | Malvinas        |

|  | Clasificado a la Final. |

| Partidos de ida | Partidos de ida | Partidos de ida | Partidos de ida         | Partidos de ida |
| Local           | Resultado       | Visita          | Estadio                 | Fecha           |
| --------------- | --------------- | --------------- | ----------------------- | --------------- |
| Victoria (Cdia) | 0 - 0           | Gimnasia (CdU)  | Ciudad de Concordia     | 28 de abril     |
| Malvinas        | 2 - 1           | Peñarol (P)     | Patronato Football Club | 28 de abril     |

| Partidos de vuelta | Partidos de vuelta | Partidos de vuelta | Partidos de vuelta   | Partidos de vuelta |
| Local              | Resultado          | Visita             | Estadio              | Fecha              |
| ------------------ | ------------------ | ------------------ | -------------------- | ------------------ |
| Gimnasia (CdU)     | 0 - 2              | Victoria (Cdia)    | Manuel y Ramón Núñez | 12 de mayo         |
| Peñarol (P)        | 1 - 1              | Malvinas           | Aníbal Giusti        | 5 de mayo          |

### Final
Los 2 clasificados de las semifinales. Ambos equipos clasifican al Torneo Regional Federal Amateur.
| 18 de mayo | Victoria (Cdia)    | 1:0     | Malvinas | Ciudad de Concordia, Concordia    |                                   |
|            | Uriel Olivieri 29' | Reporte |          | Árbitro(s): Edgardo Teles Triunfo | Árbitro(s): Edgardo Teles Triunfo |

| 26 de mayo | Malvinas                                                          | 2:1 (2:4 p.)               | Victoria (Cdia)                                                    | Patronato Football Club, La Paz |                             |
|            | Matías Monzón 10' · Bruno Ramírez 56'                             | Reporte                    | Marcelo Benítez 69'                                                | Árbitro(s): Santiago Folmer     | Árbitro(s): Santiago Folmer |
|            |                                                                   | Tiros desde el punto penal |                                                                    |                                 |                             |
|            | Sebastián Benítez · Bruno Ramírez · Adrián García · Matías Monzón |                            | Marcelo Benítez · Eric Cardozo · Esteban González · Uriel Olivieri |                                 |                             |

|                              |
|                              |
| Campeón Victoria 1.er título |